# Kannelierung

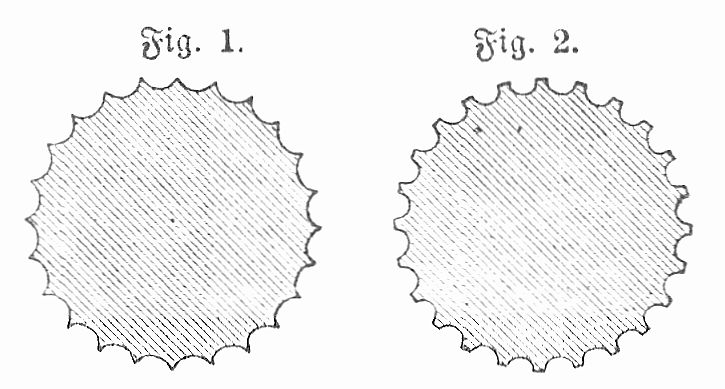
Kannelierung im Säulenquerschnitt (Fig. 1 mit Graten, Fig. 2 mit Stegen)

Die Kannelierung (lateinisch canna = „(Schilf-)Rohr“; französisch cannelure = „Rinne“, „Furche“, „Rille“) ist die senkrechte Auskehlung eines Objektes, meist einer Säule, eines Pfeilers oder eines Pilasters mit konkaven Furchen (Kanneluren, Kannelüren). Als dekoratives Motiv wurden sie auch im Möbelbau, Kunsthandwerk und der Metallverarbeitung übernommen.

## Geschichte
Säulengliederungen durch konvexe „Kannelierungen“ gab es bereits in der Baukunst des Alten Ägypten und entwickeln sich dort aus in Stein übertragenen Papyrusstengeln. Konkave Kanneluren erscheinen zuerst bei griechischen Tempeln (z. B am Parthenon) und wurden später in die römische Baukunst übernommen. In der Spätantike verschwanden sie allmählich; doch erlebten sie ein Wiederaufleben in der Baukunst von Renaissance, Barock und Klassizismus.

Die erneute Anwendung und Verbreitung von Kannelierungen als Schmuckform in den Neostilen des Historismus wurde im 19. Jahrhundert durch Ornamentik-Handbücher unterstützt.

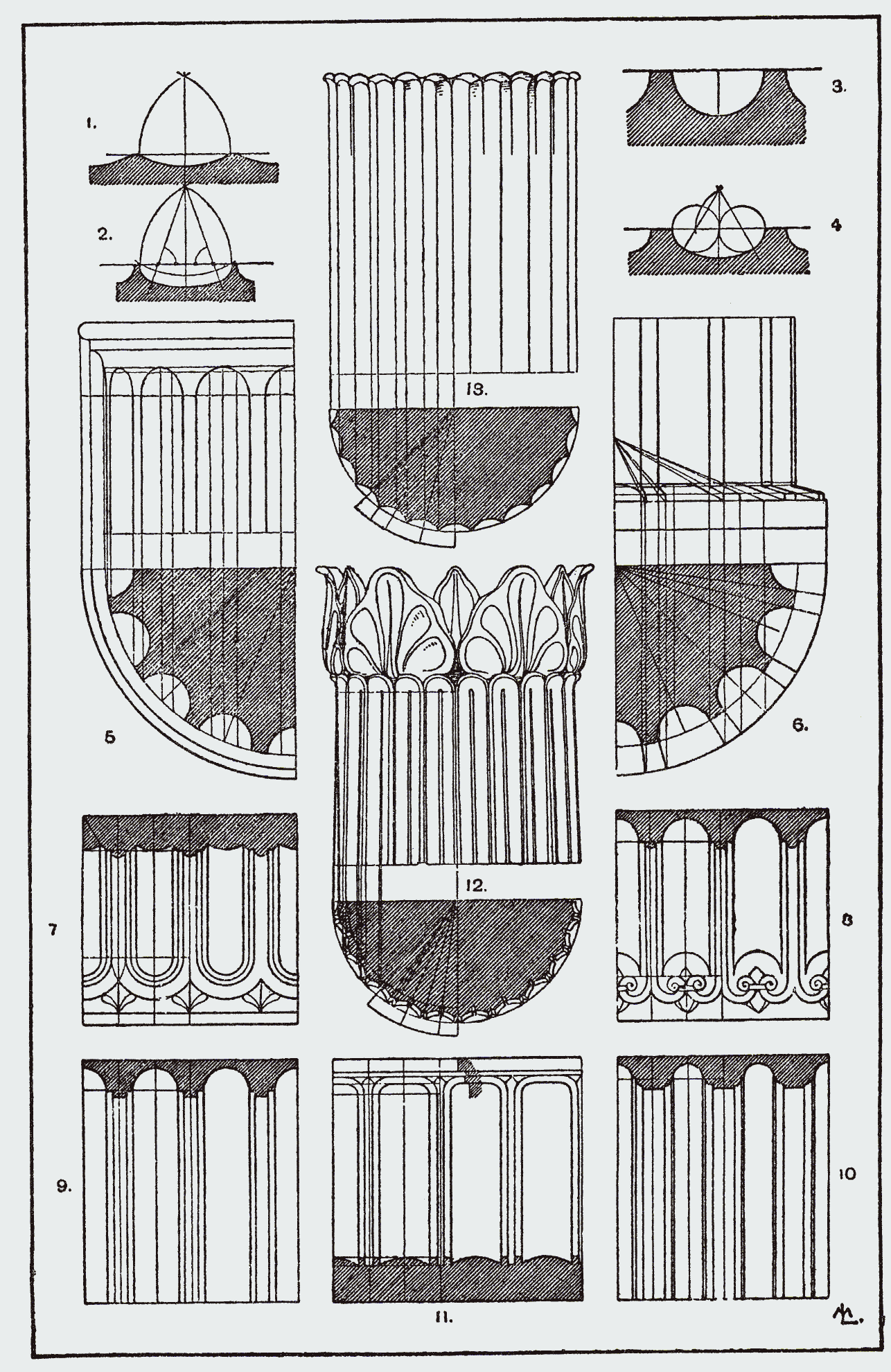
Verschiedene Formen der Kannelierung (Franz Sales Meyer: Handbuch der Ornamentik, 1888)

## Säulen

### Gestaltung und Formen
Die Kannelierung hat keine bautechnische Funktion; sie dient vielmehr der optischen Strukturierung des Schaftes, betont das Aufstreben der Säule und überspielt die horizontalen Fugen zwischen den einzelnen Säulentrommeln, um den Schaft monolithisch erscheinen zu lassen.
Dorische Säulen haben in der Regel 20 flache Kanneluren, die sich in scharfen Graten treffen, daher auch als „Gratkannelierung“ bezeichnet. Säulen ionischer und korinthischer Ordnung haben hingegen – zumindest seit klassischer Zeit – meist 24 Kanneluren, die durch schmale Stege (Striae) voneinander getrennt sind. Sie sind im Querschnitt halbkreisförmig und werden am oberen und unteren Ende ebenfalls halbkreisförmig abgeschlossen. Die Enden bilden also das Viertel einer Kugel. In archaischer Zeit hingegen hatten ionische Säulen flache Kanneluren in unterschiedlicher Zahl bis zu 48, die durch nur sehr schmale Stege getrennt waren oder sich teils sogar wie an dorischen Säulen in Graten berührten.

Kannelierte Säulen- und Pilasterschäfte
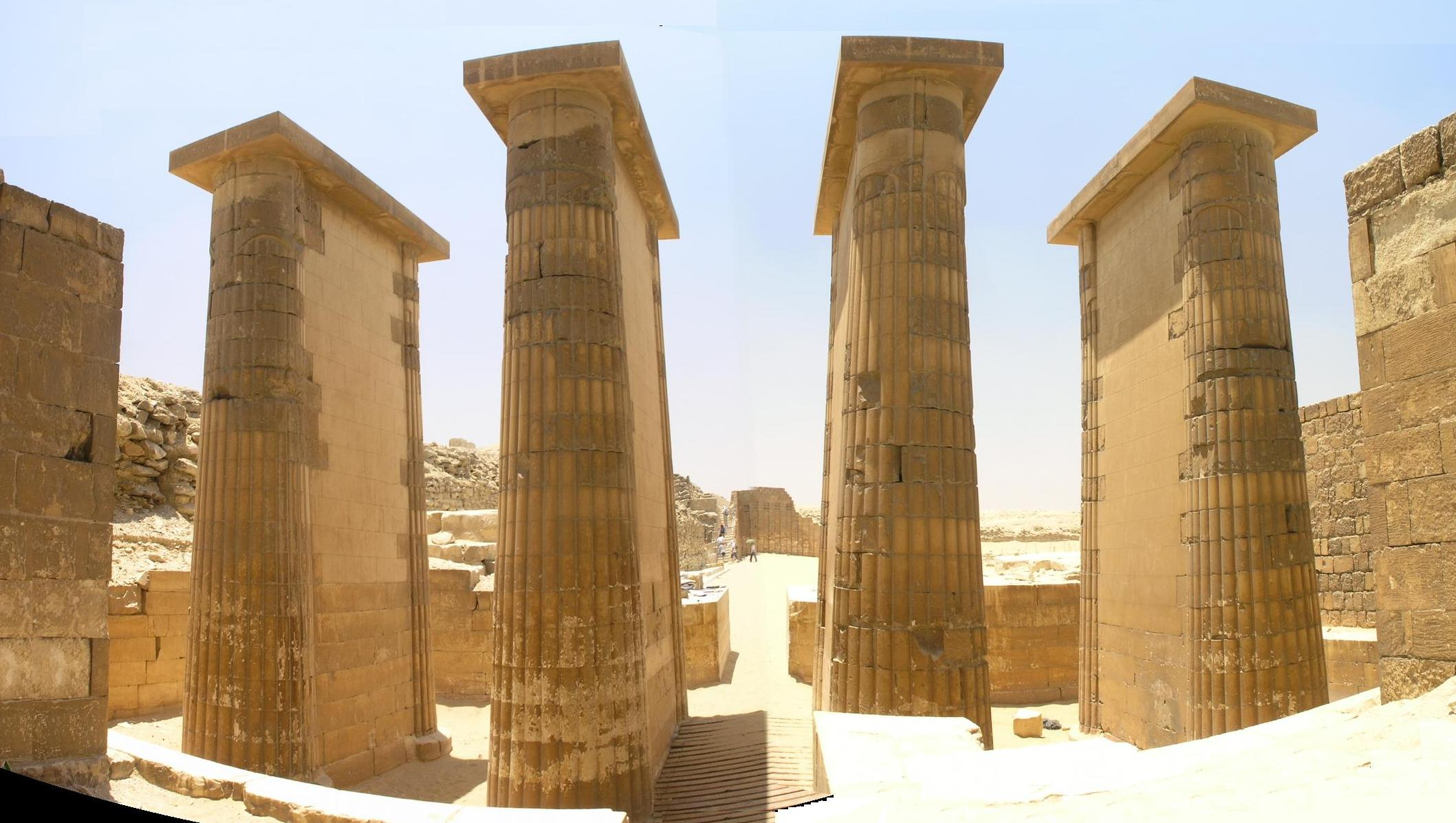
Konvexe Kanneluren, Djoser-Komplex (Saqqara)
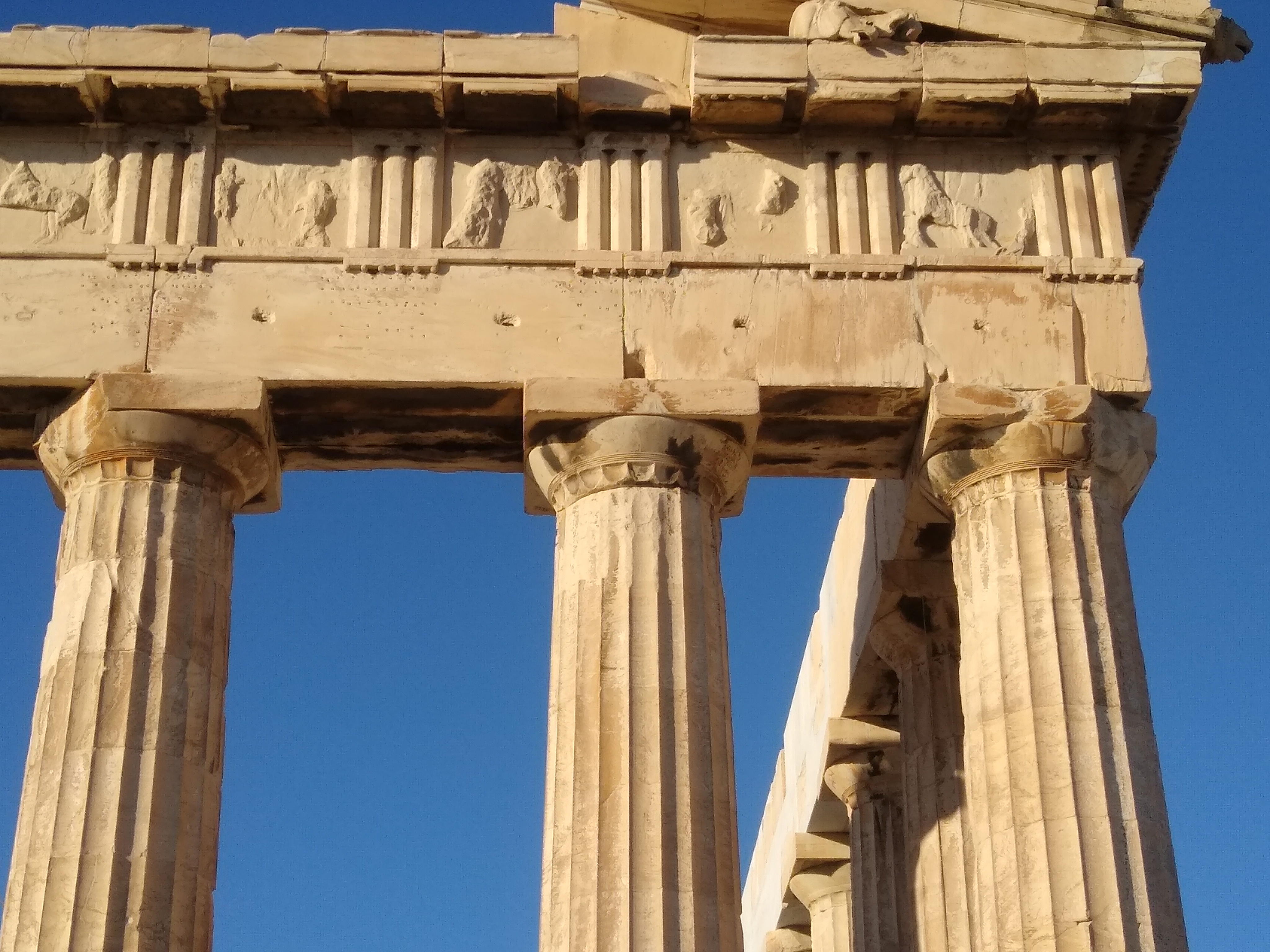
Parthenon-Tempel (Athen)
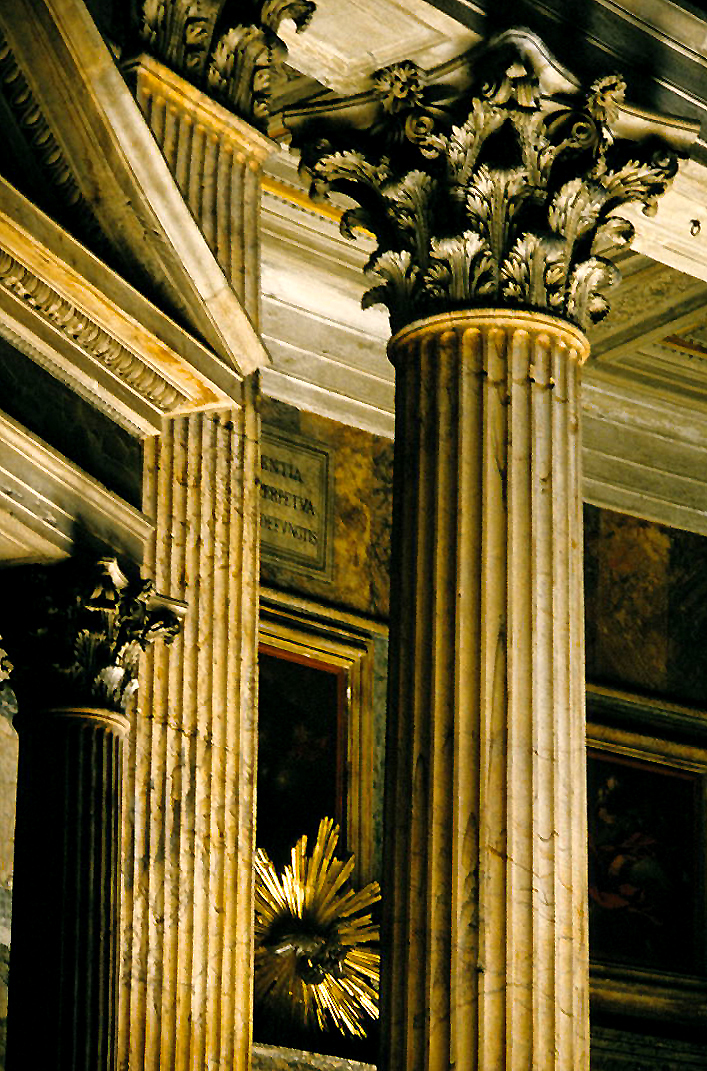
Pantheon (Rom)
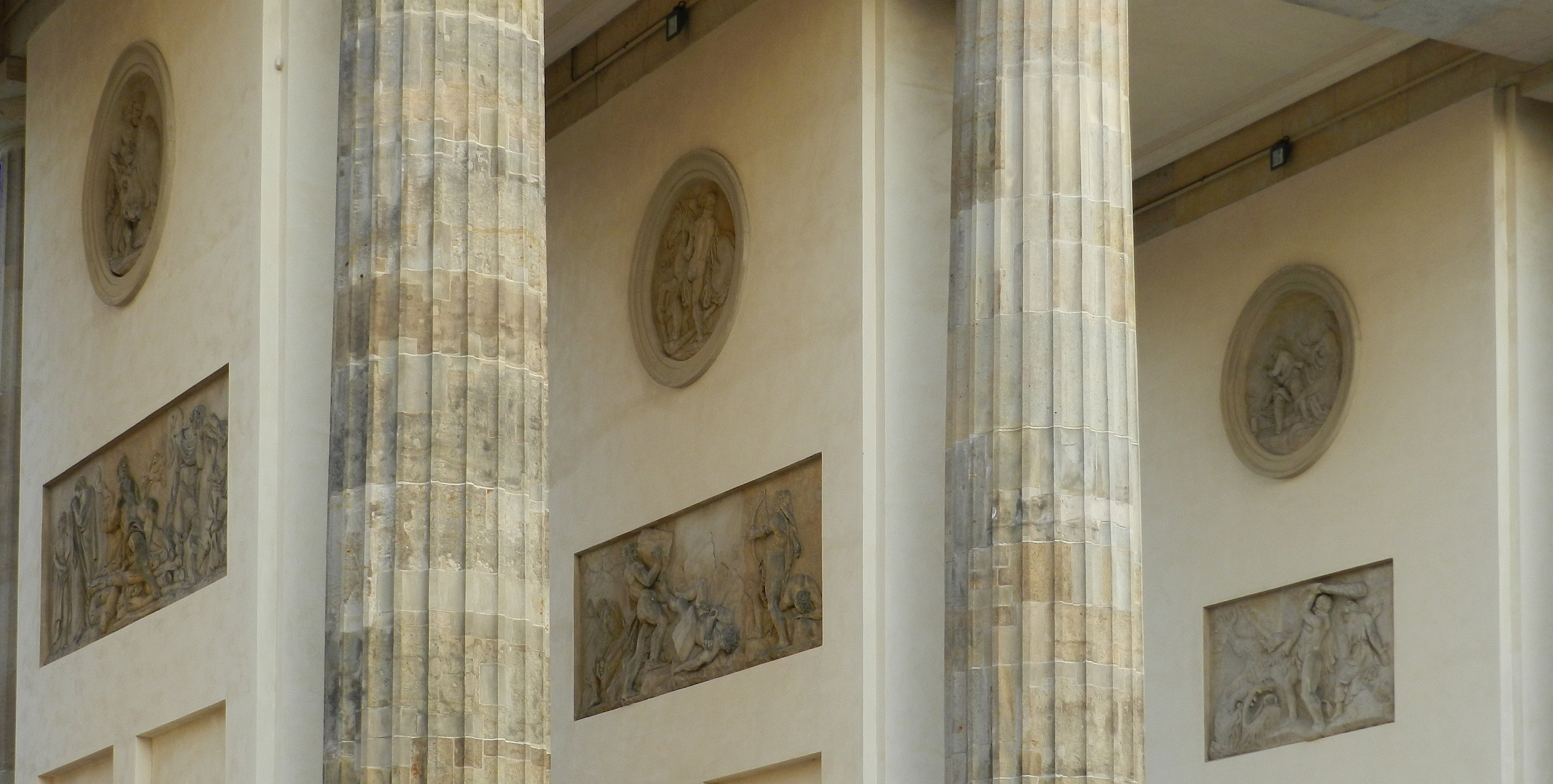
Brandenburger Tor, 1789–1793 (Berlin)
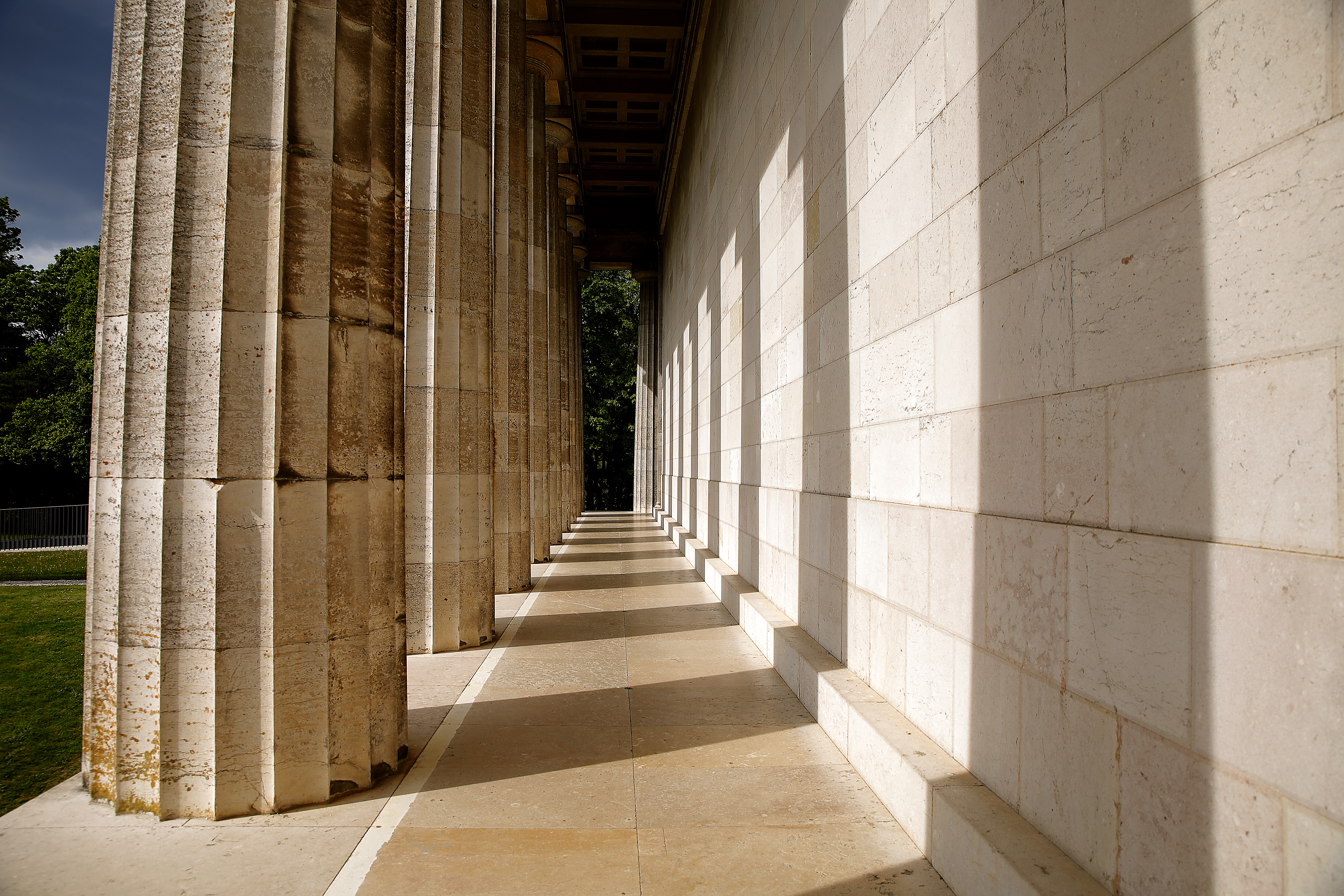
Walhalla, 1830–1842 (bei Donaustauf)
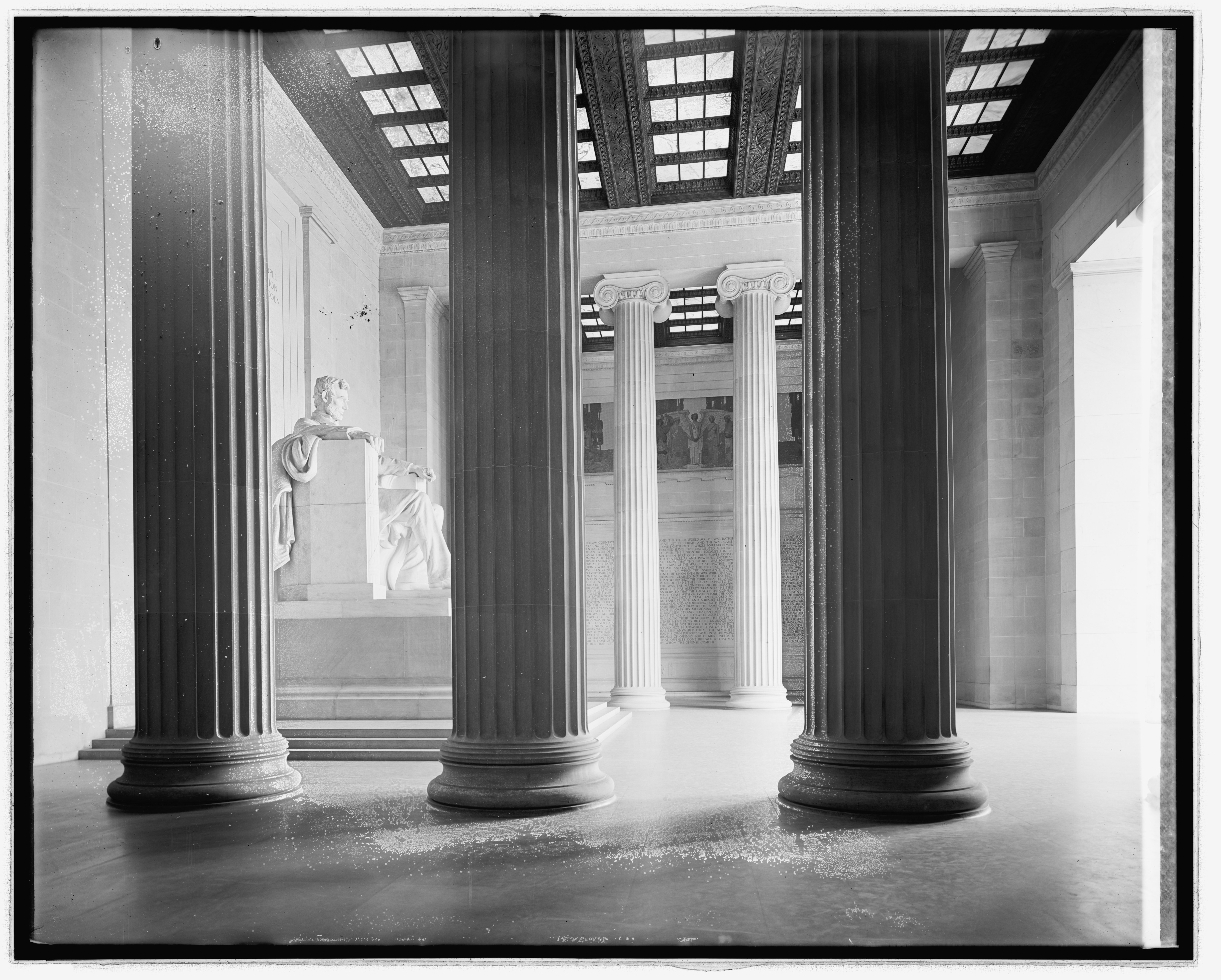
Lincoln Memorial, 1915–1922 (Washington, D. C., USA)
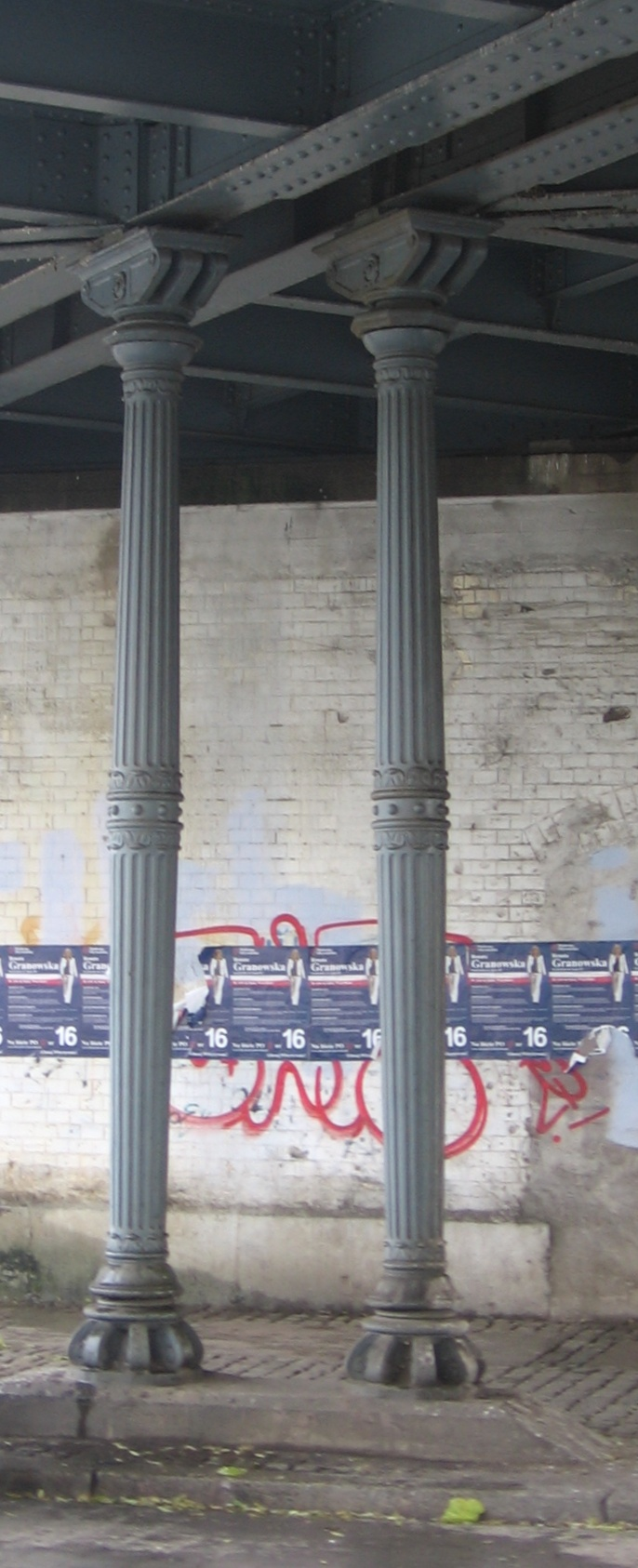
Hartungsche Säulen, um 1900 (Breslau)
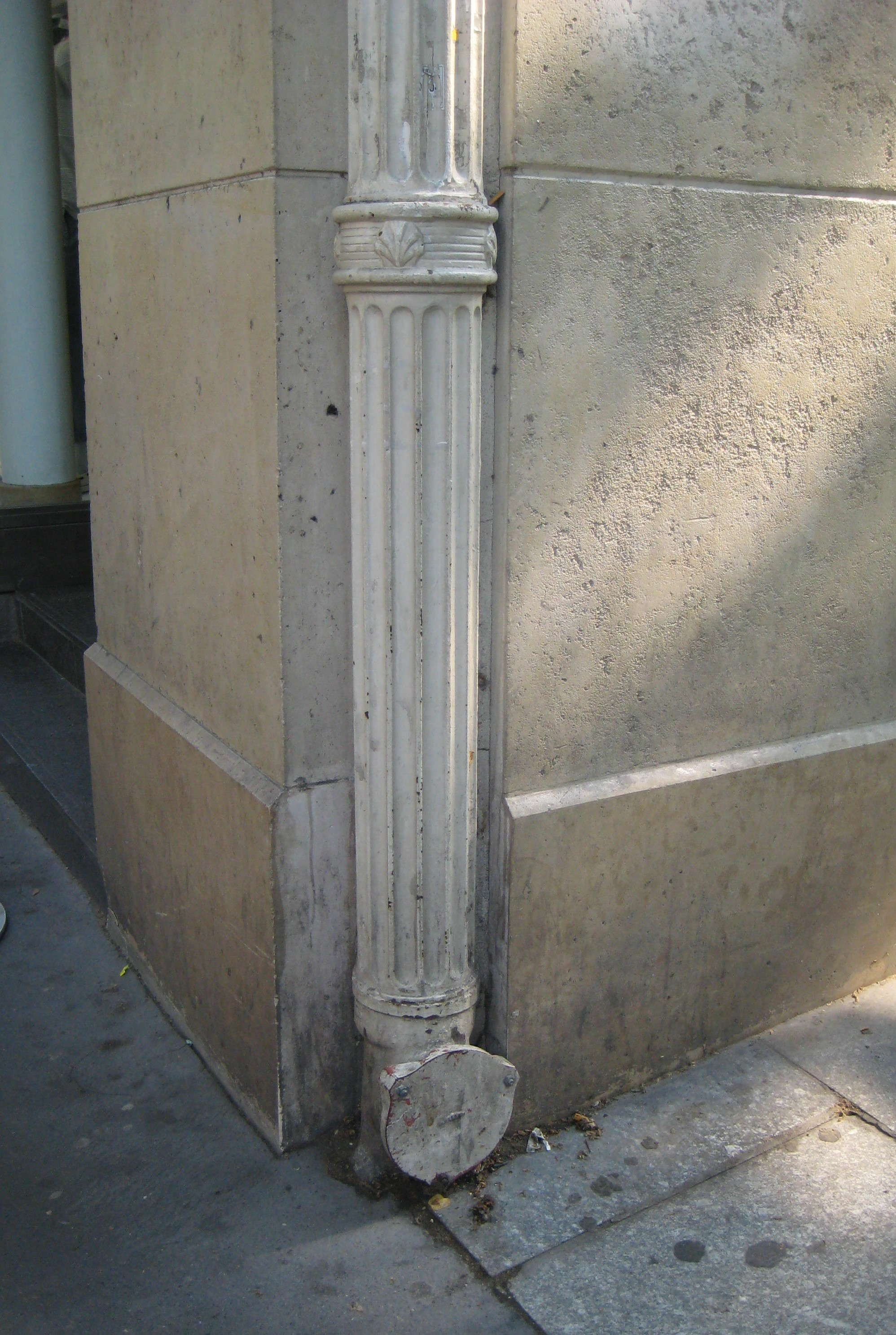
Regenfallrohr mit Kannelierung (Paris)
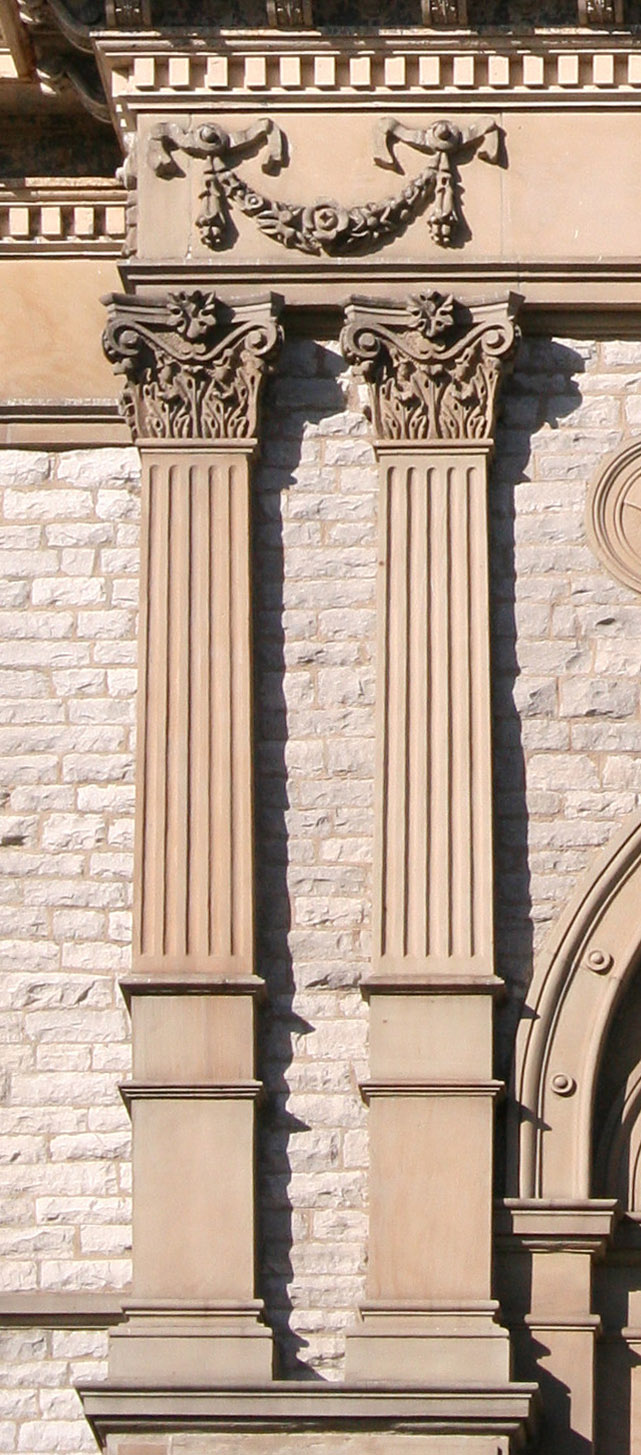
Kannelierte Pilaster (County Courthouse in Sidney, Ohio; 1883)
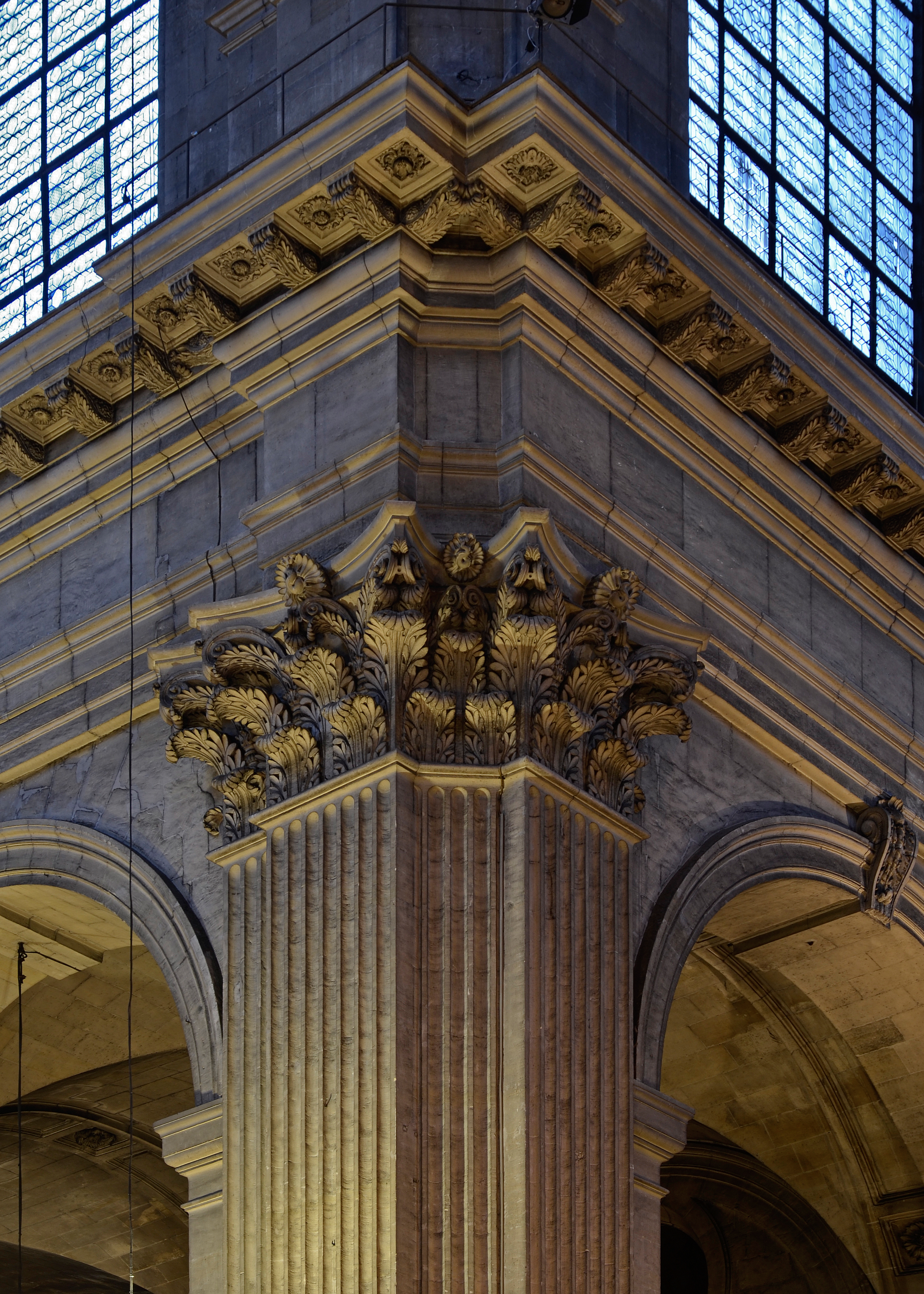
Kannelierte Pilaster (St-Sulpice, Paris; 17./18. Jahrhundert)

### Sonderformen der Kannelierung bei Säulen und Pilastern
Durch gestalterische Sonderbehandlung und Unterteilung des kannelierten Säulenschaftes ist es möglich, die ursprünglichen Betonung der Senkrechten entgegenläuft, was eine horizontale Gliederung einer Säulenfront bewirkt. So wurden Säulen seit dem Hellenismus bisweilen erst ab einer bestimmten Höhe kanneliert („teilkannelierte“ Säulen oder „Teilkanneluren“). Im unteren Bereich sind die Säulenschäfte hierbei glatt belassen oder in Facetten gearbeitet, die im Gegensatz zu Kanneluren die Form ebener Streifen haben. Eine weitere Sonderform der Unterteilung des kannelierten Schafts sind in der römischen Architektur Kanneluren, in die nur im unteren Teil kleine Rundstäbe, sogenannte Pfeifen, eingesetzt („gefüllt“) sind.

Sonderformen der Kannelierung bei Säulen und Pilastern
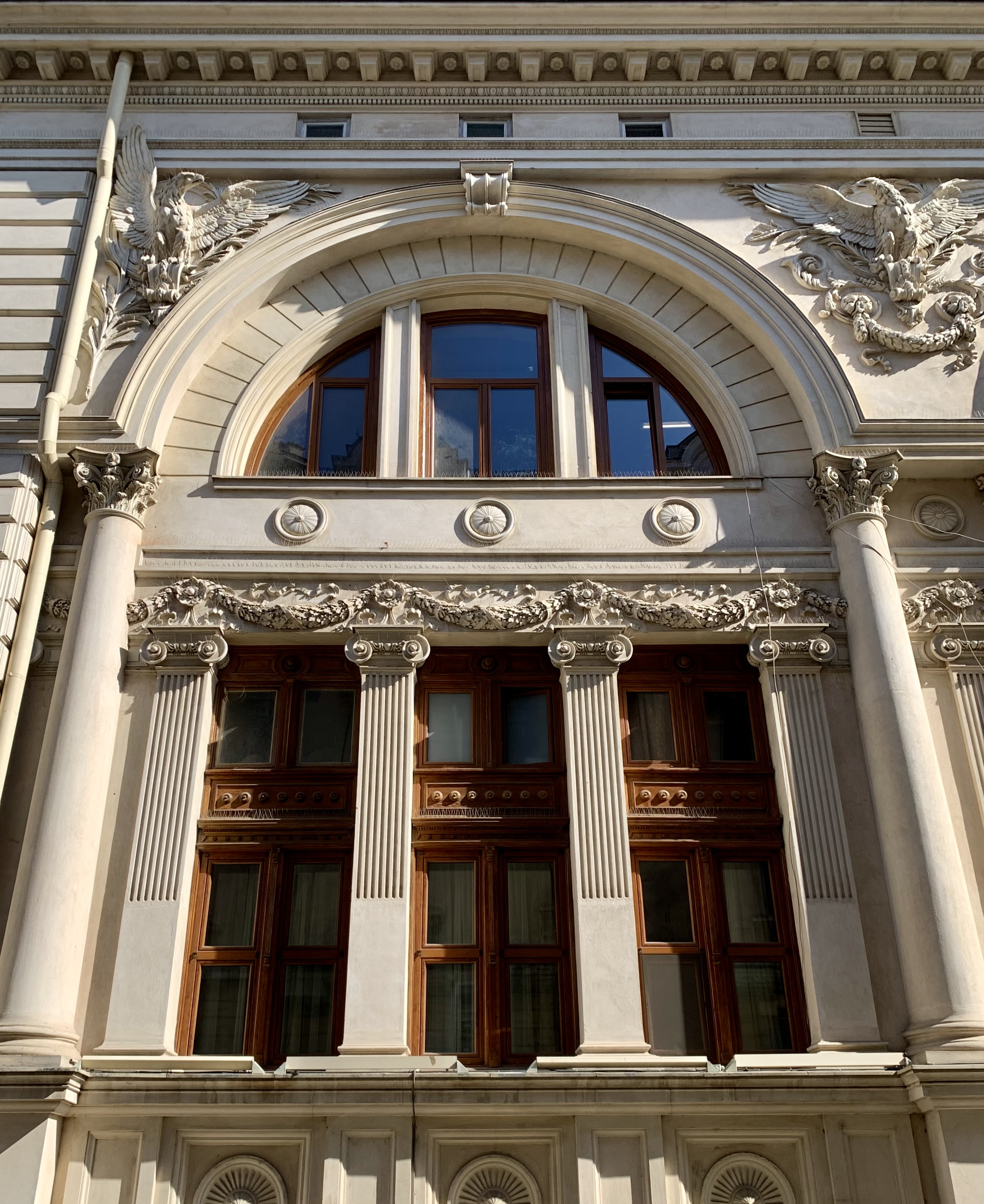
Teilkanneluren-Pfeiler (Bukarest)
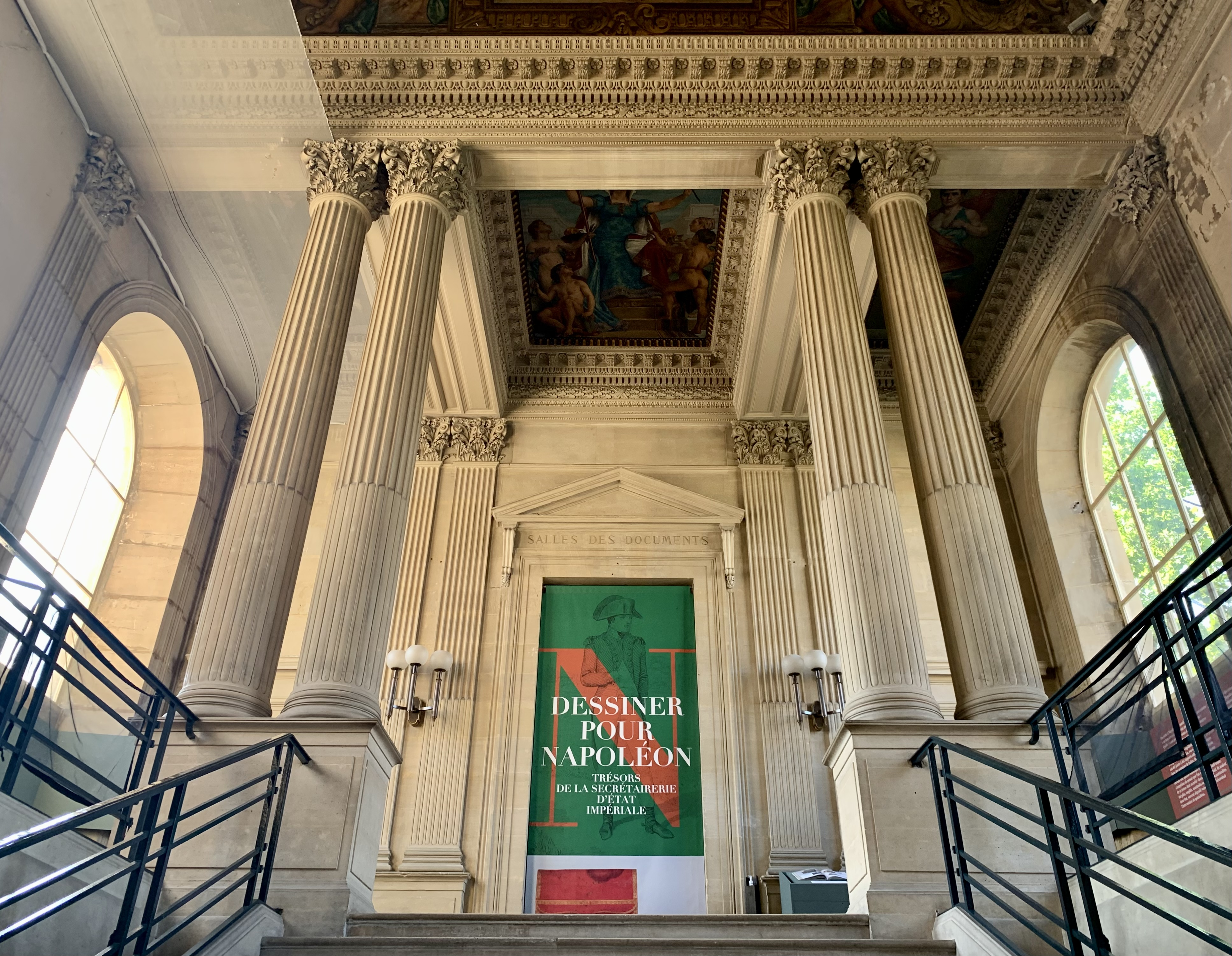
Kannelierte Säulen und Pilaster mit Pfeifen (Treppenhaus des Hôtel de Soubise, Paris; 18. Jahrhundert)
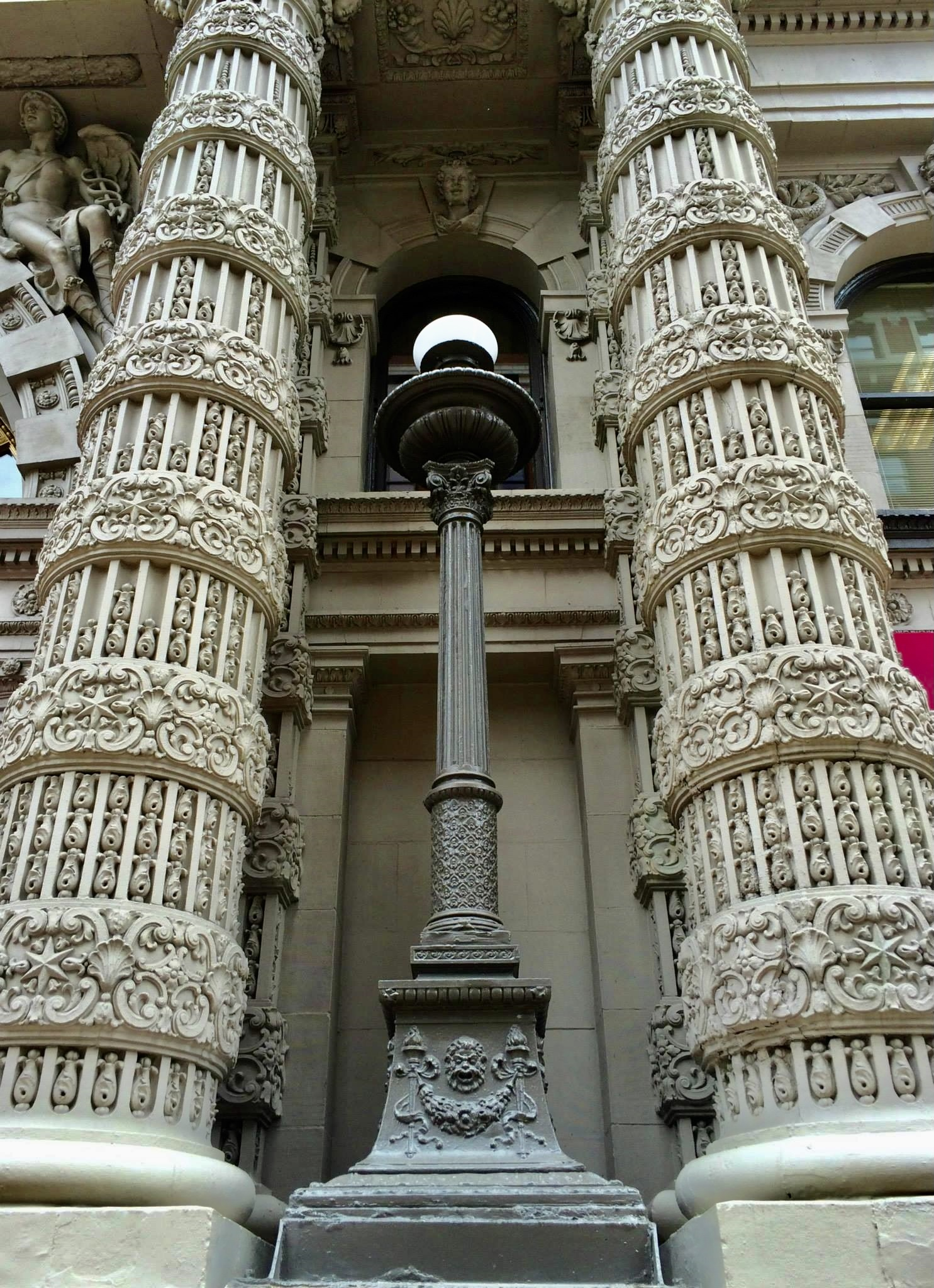
Ornamental gefüllte Säulen-Kanneluren (Ellicot Square Building, Buffalo)
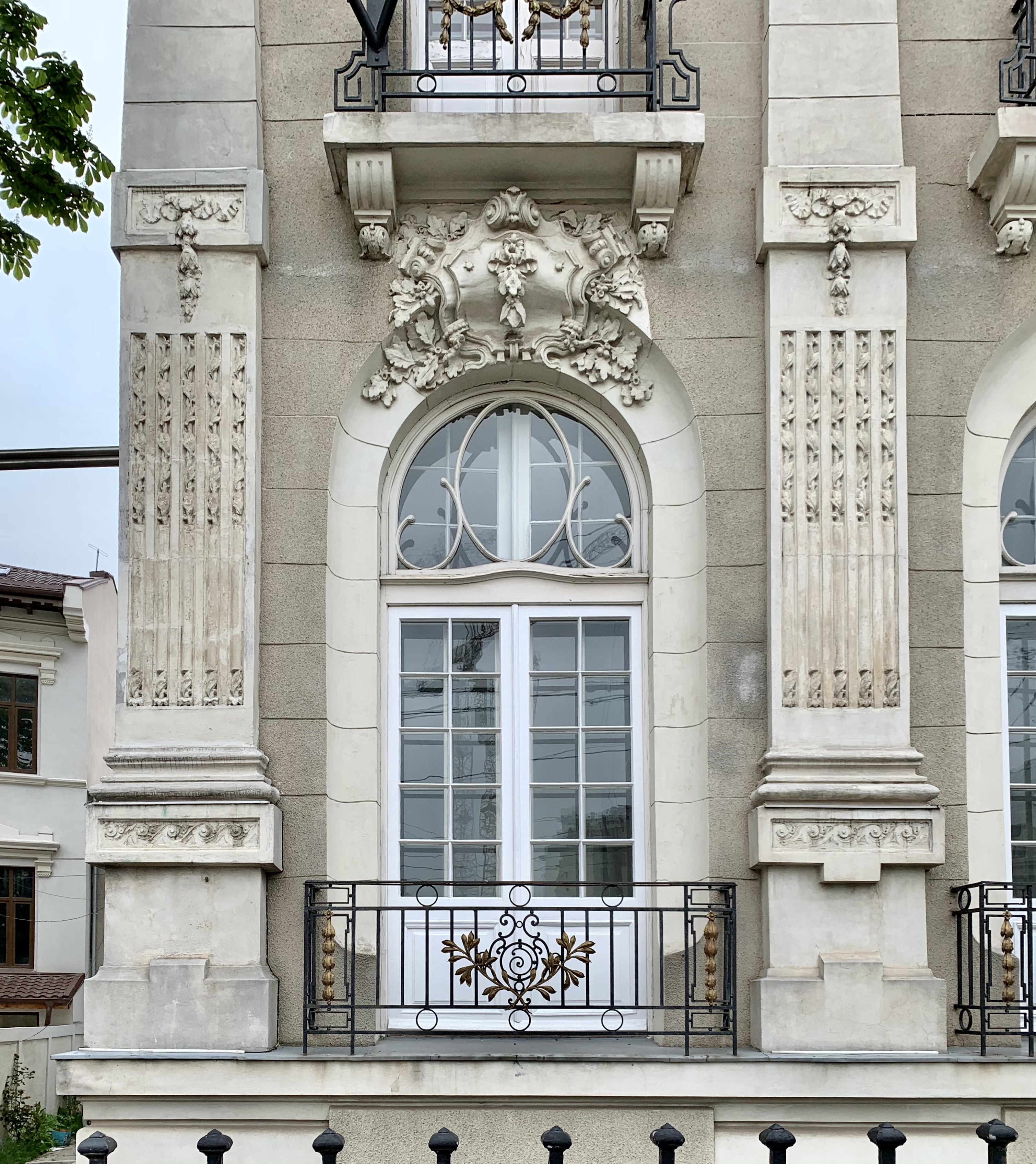
Ornamental gefüllte Pilaster-Kanneluren (Piața Romană, Bukarest)
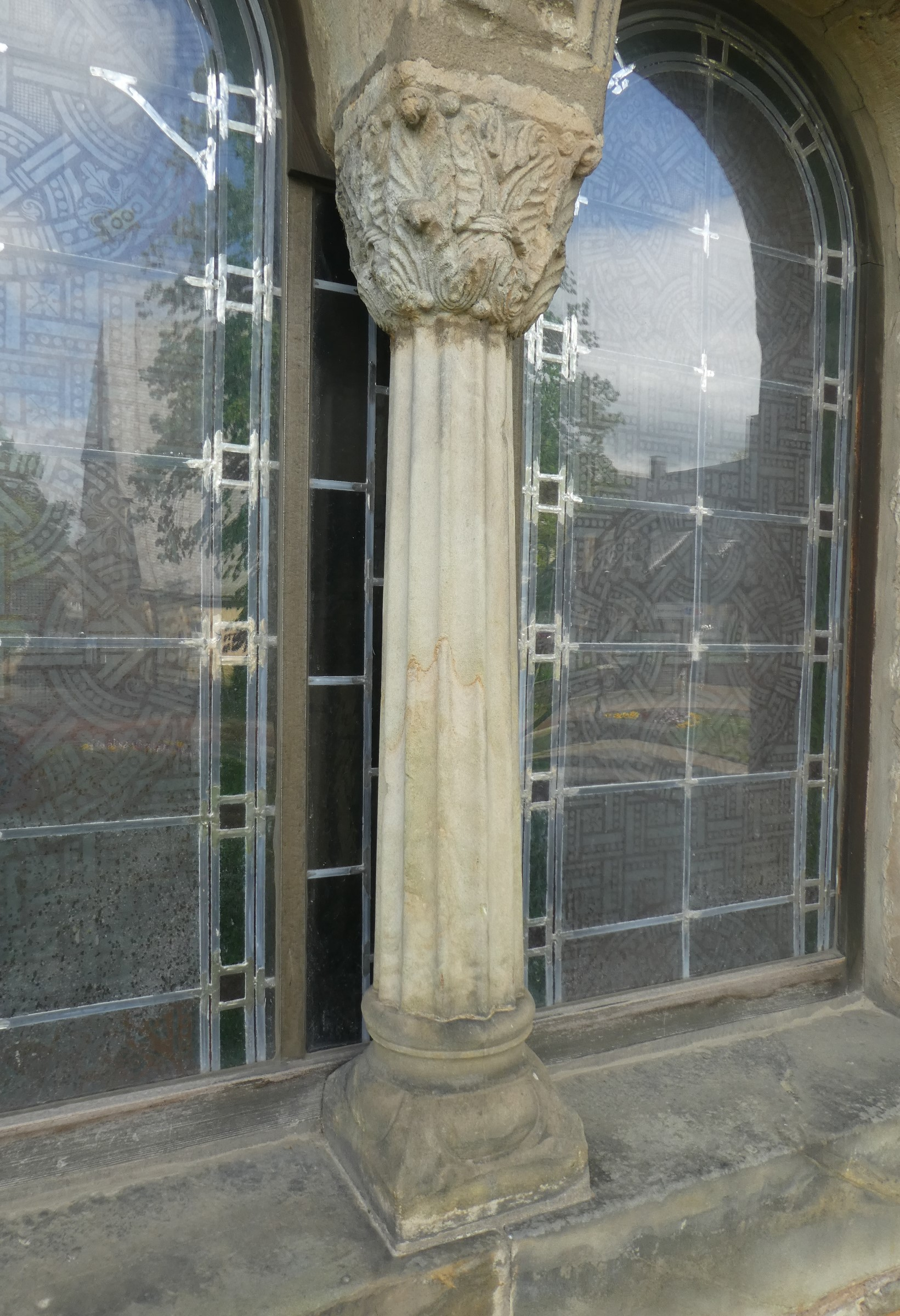
Kanneluren mit gerundeten Graten (Dom-Vorhalle, Goslar, 12. Jahrhundert)

## Kannelierungen in anderen Bauteilen
Kannelierungen als Zierformen kamen und kommen nicht nur bei steinernen Säulen und Pilastern vor, sondern davon abgeleitet auch bei Hermen, Balustern, Taufsteinen und übertragen in den Werkstoff Holz ebenfalls im Möbelbau.

Beispiele für andere kannelierte Bauteile
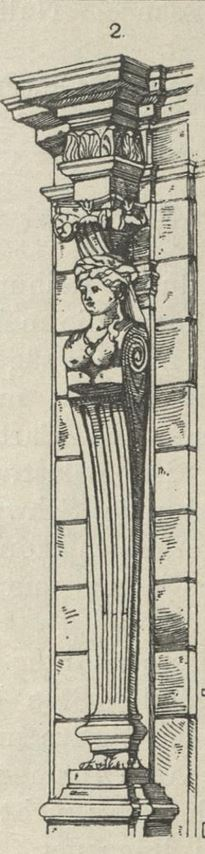
Kannelierung an einer Herme (Franz Sales Meyer[4])
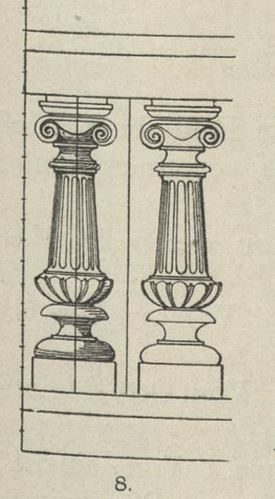
Kannelierung an Balustern (Franz Sales Meyer[5])
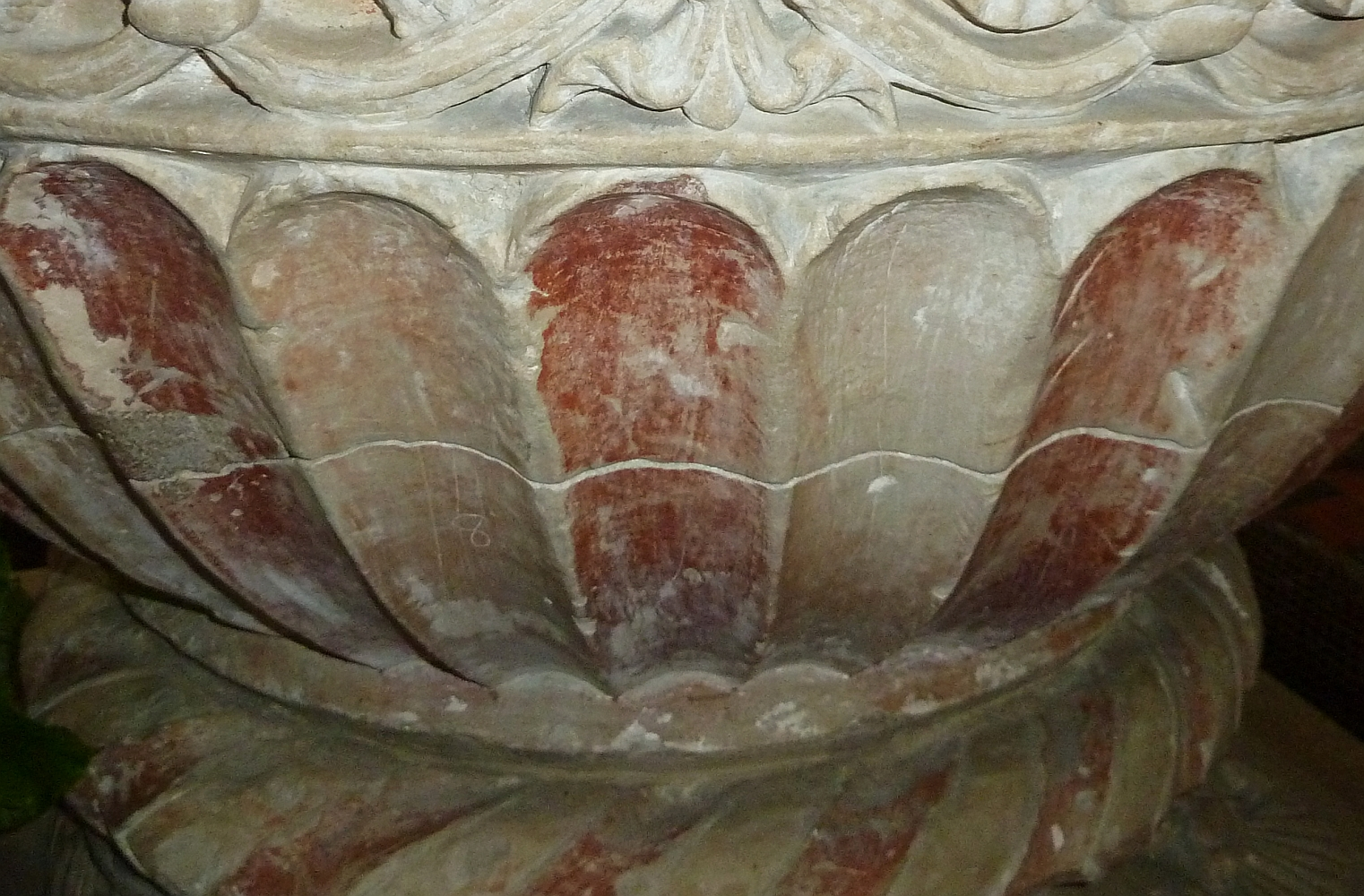
Kannelierter Taufstein (St. Nicholas, Great Kimble/GB)
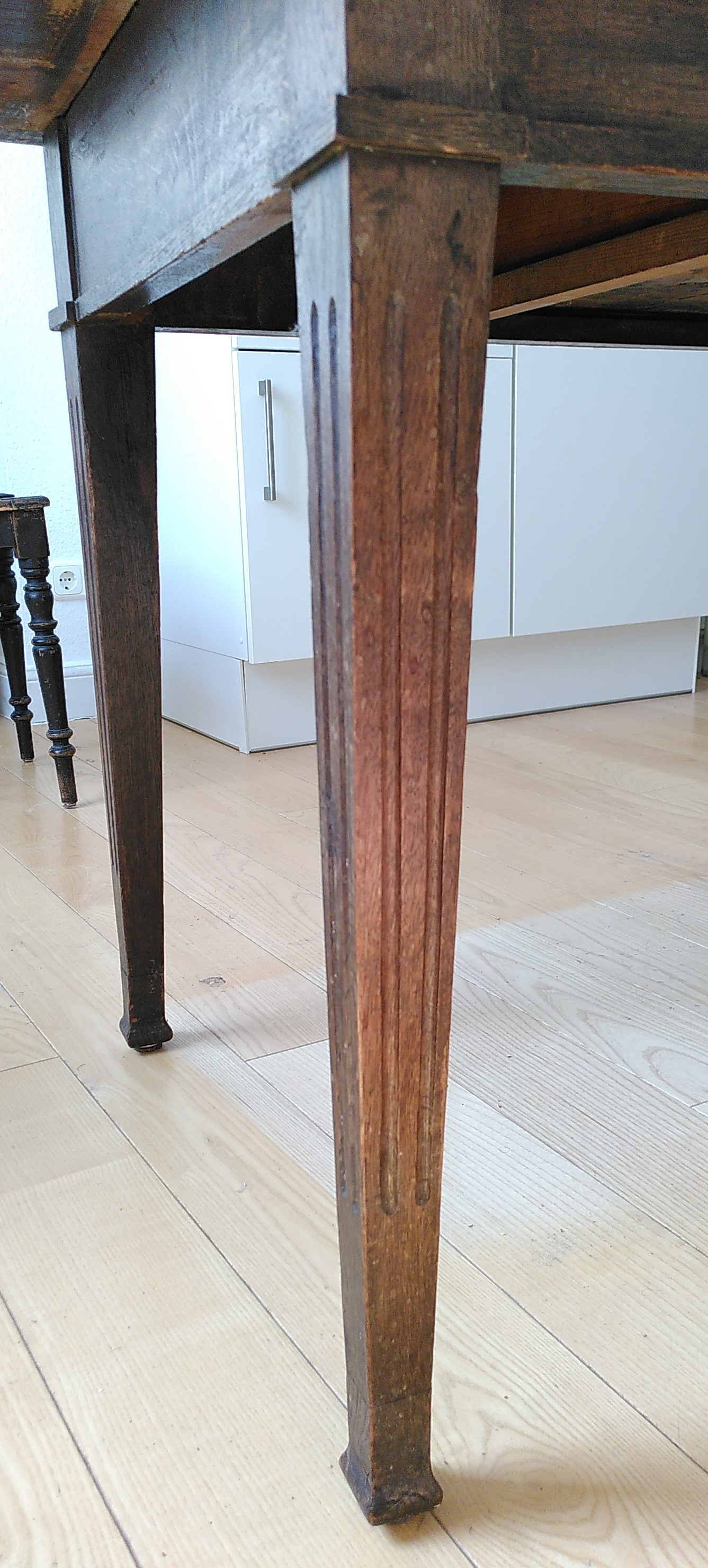
Kannelierung im Möbelbau, hier an einem Tischbein

## Sonderformen von Kannelierungen in der Architektur
Das Gestaltungsprinzip senkrechter und rund gekehlter Kanneluren kann auch in geschwungene, schraubenförmig gedrehte oder in gekerbte Formen übertragen werden.

Sonderformen von Kannelierungen in der Architektur
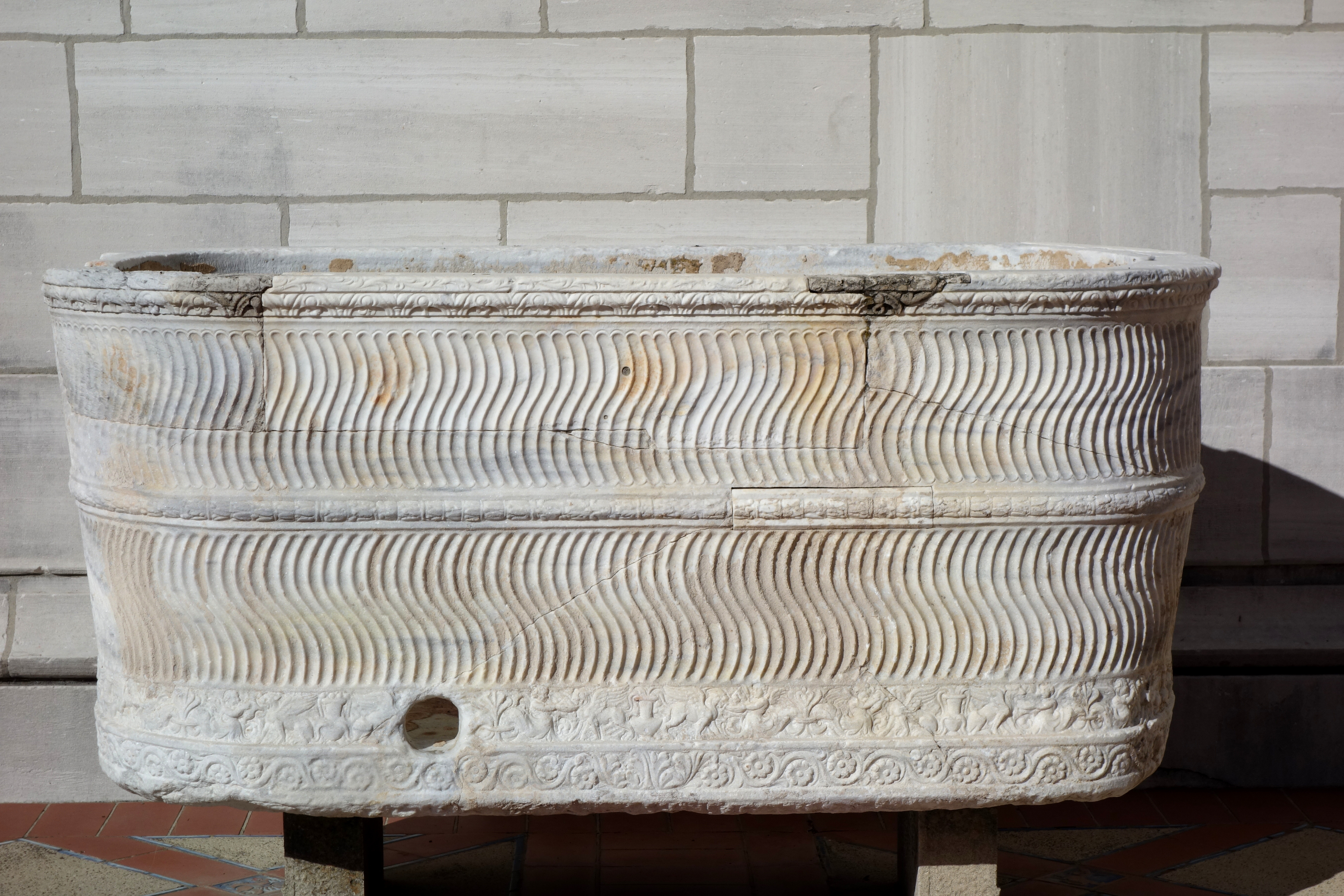
Geschwungene Zierkanneluren an einem antiken Sarkophag
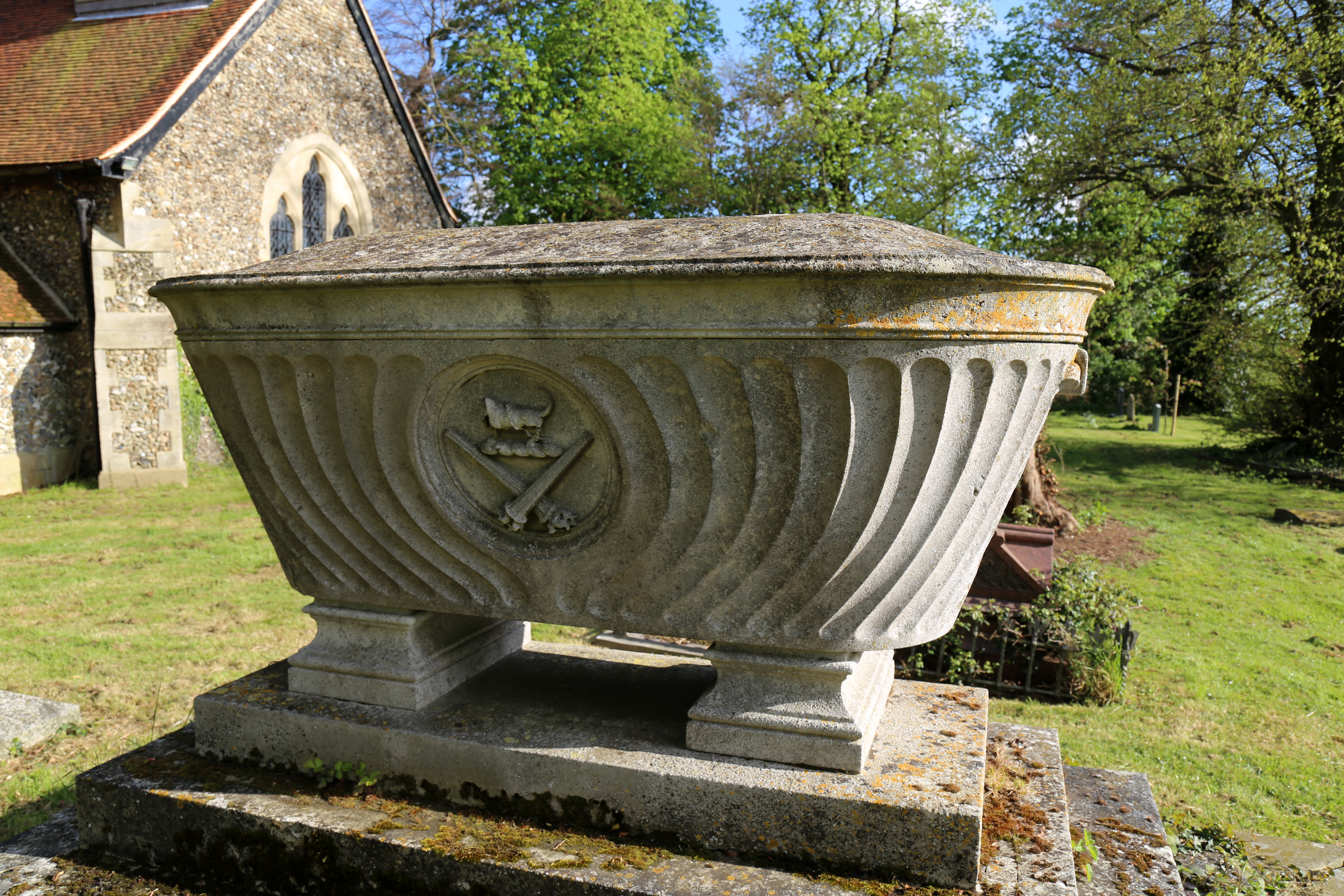
Geschwungene Zierkanneluren an einem klassizistischen Sarkophag
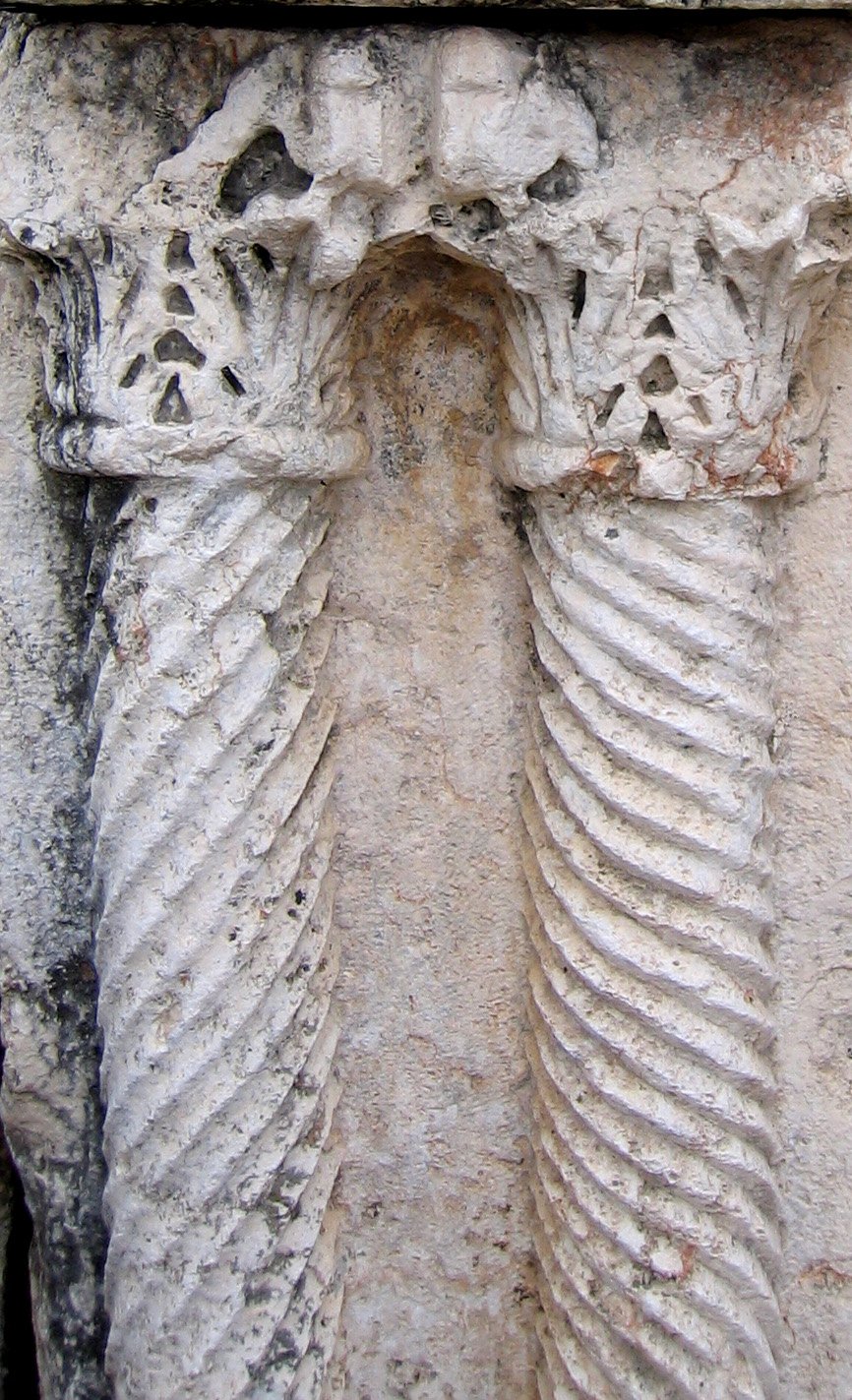
Antike Halbsäulen mit geschraubten Kanneluren (Capernaum)
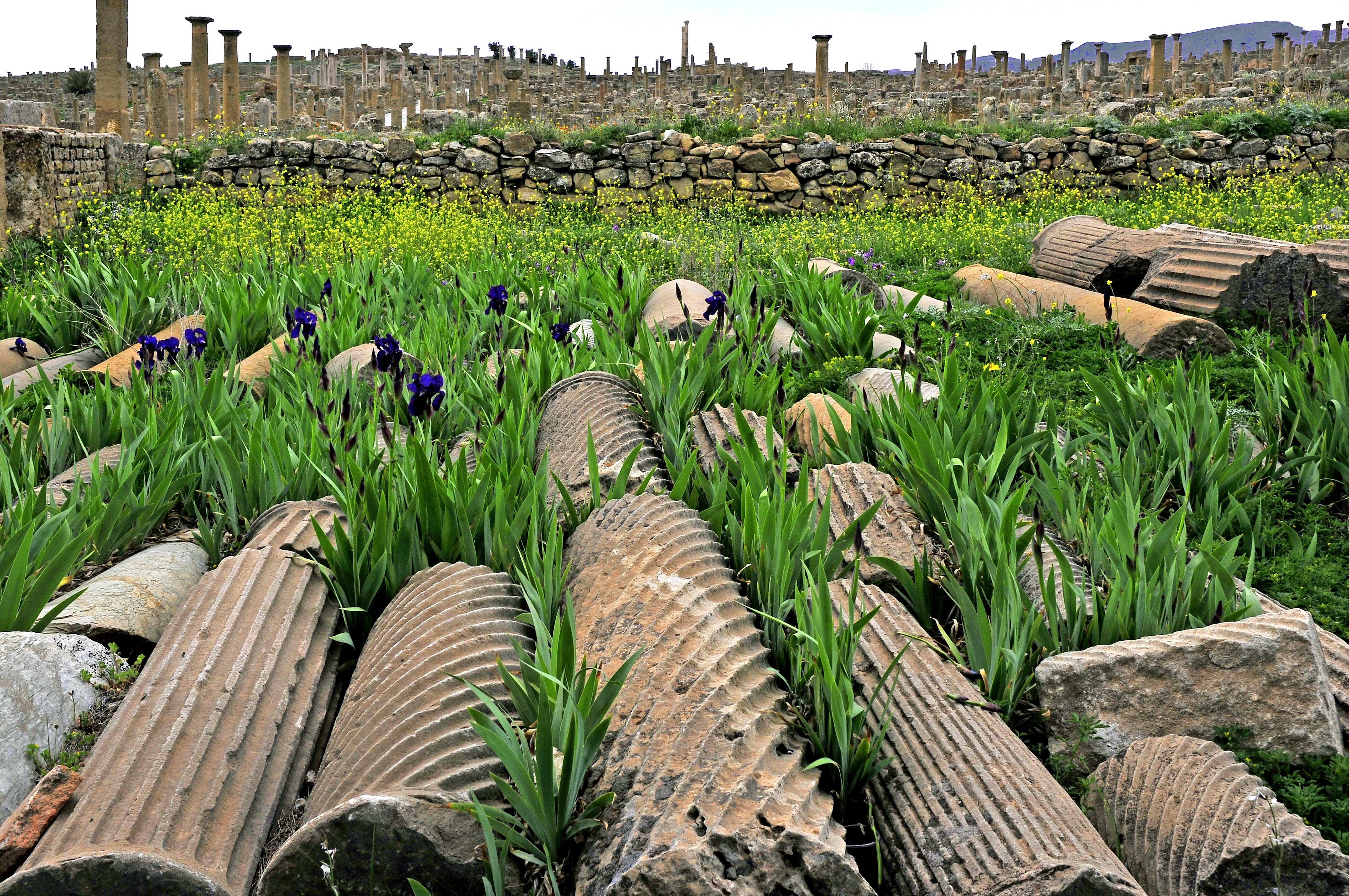
Antike Säulenschäfte mit geschraubten Kanneluren (Timgad)
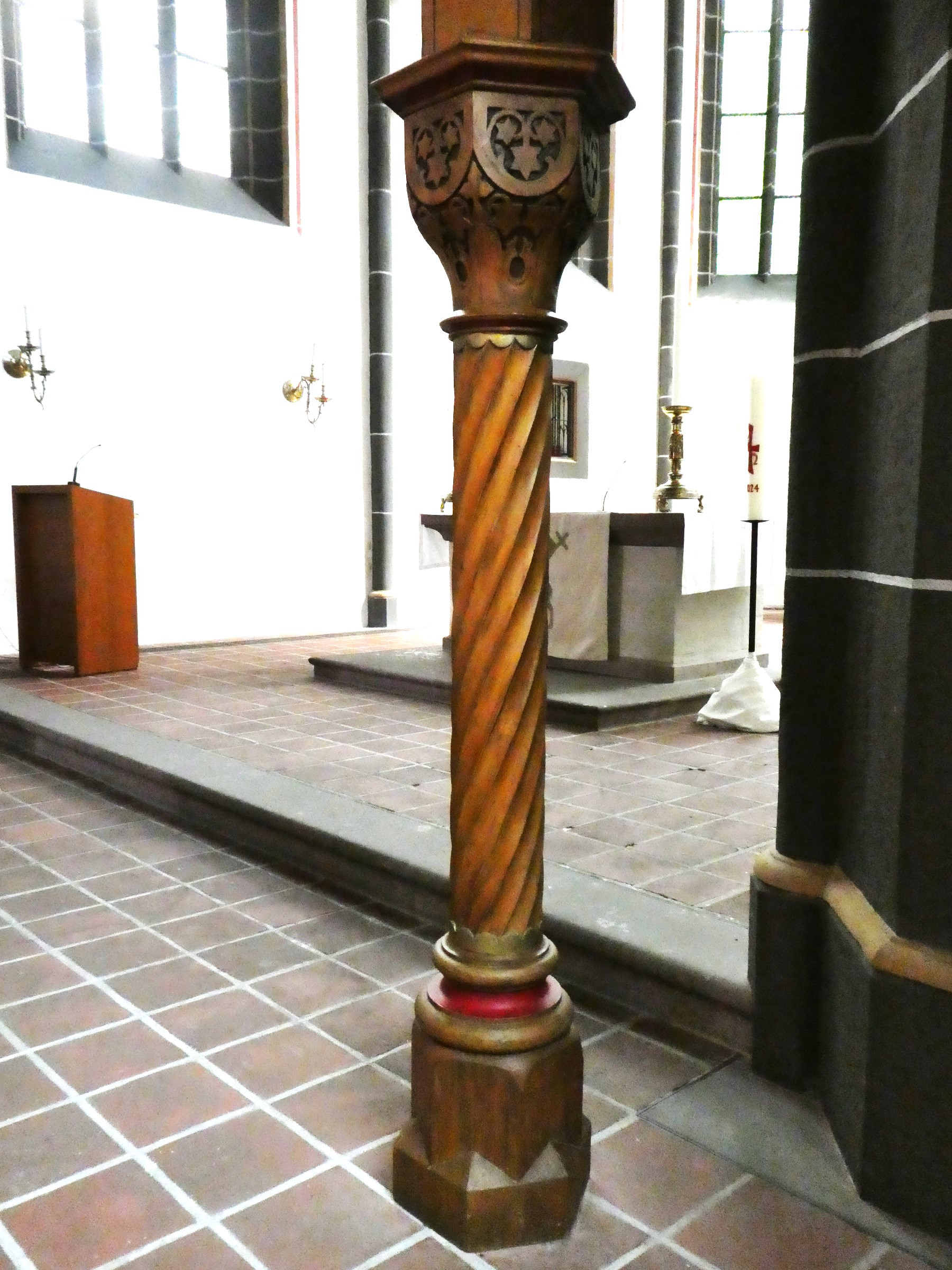
Neugotischer Säulenschaft mit geschraubten Kanneluren (Kanzelfuß von St. Nikolai Göttingen, um 1860)
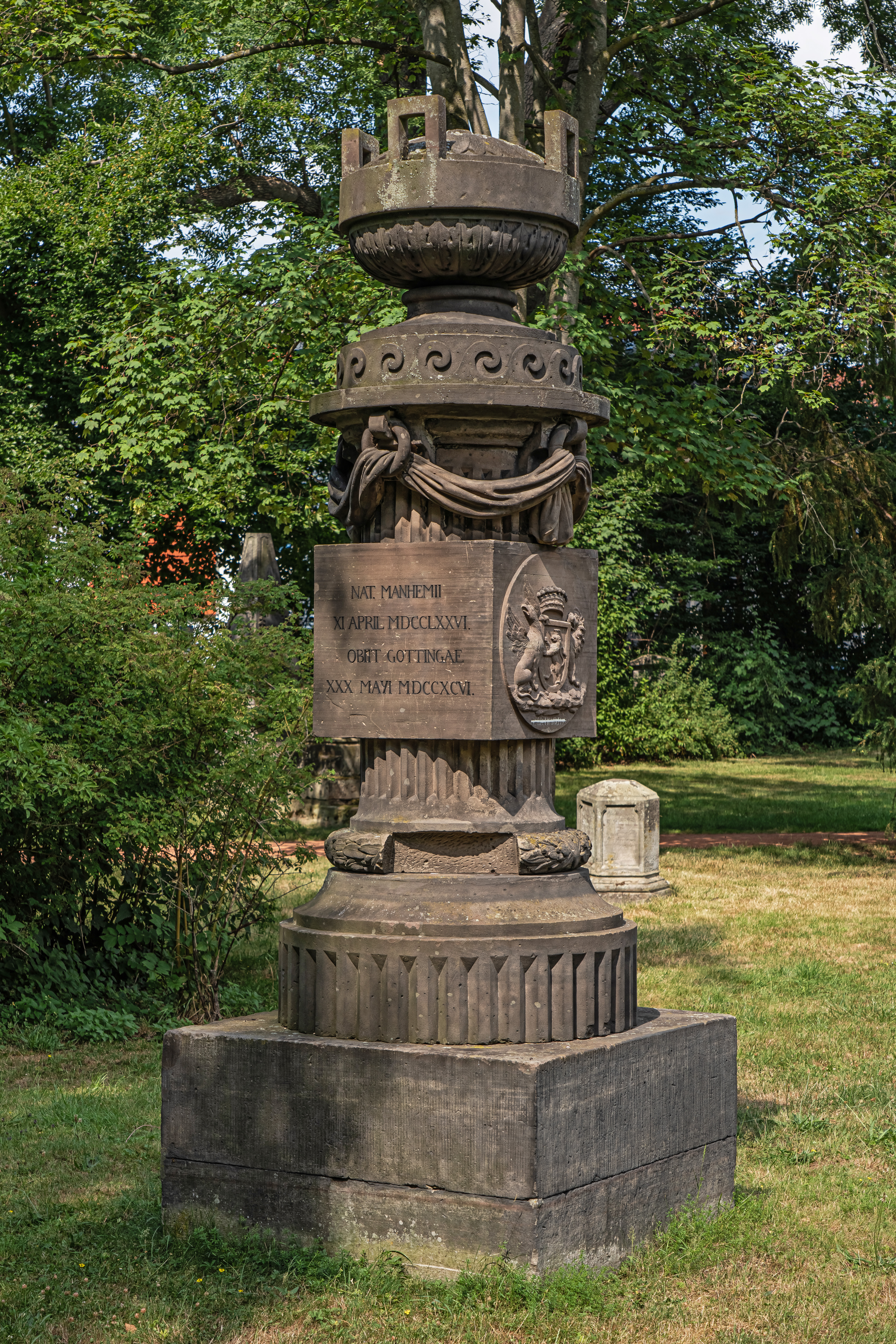
Eingekerbte Kanneluren, 1796 (Grabmal für Carl Theodor Immanuel Graf von St. Martin auf dem Bartholomäusfriedhof, Göttingen)
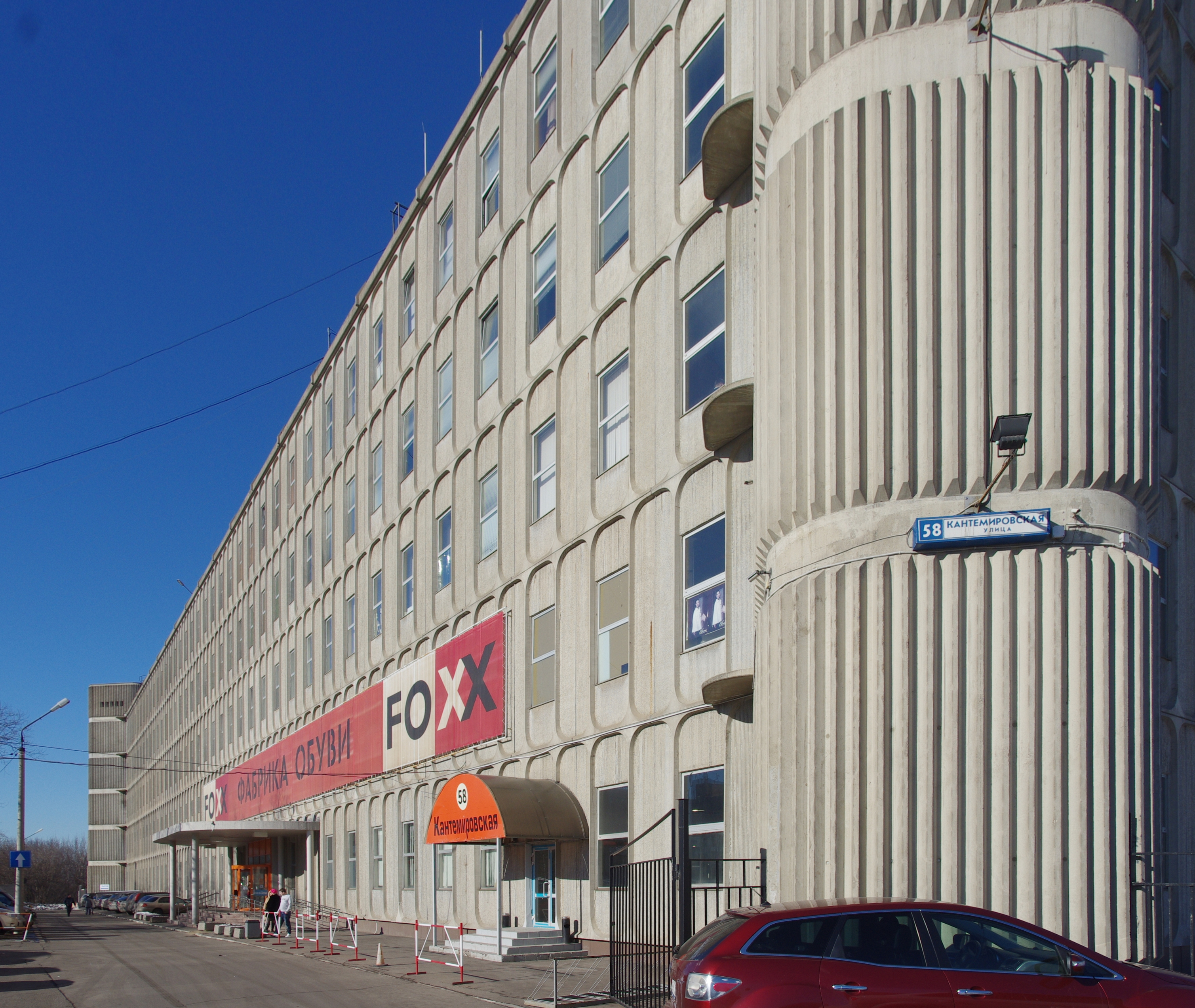
Gekerbte Kannelierung in Sichtbeton (Moskau)

## Waffentechnik
In der Waffentechnik (z. B. bei Revolvertrommeln oder Gewehrläufen) dient die Kannelierung zur Gewichtsreduzierung bei hoher Stabilität (Aussteifung durch das stehengebliebene Material) und zur Vergrößerung der Oberfläche zwecks besserer Wärmeableitung. Bei manchen Übungspatronen wird die Hülse kanneliert, um diese sicht- und fühlbar von scharfen Patronen zu unterscheiden. Hier wird umgangssprachlich häufig der Begriff „Flutung“ als eingedeutschte Version des englischsprachigen Begriffs verwendet.

Kannelierung in der Waffentechnik
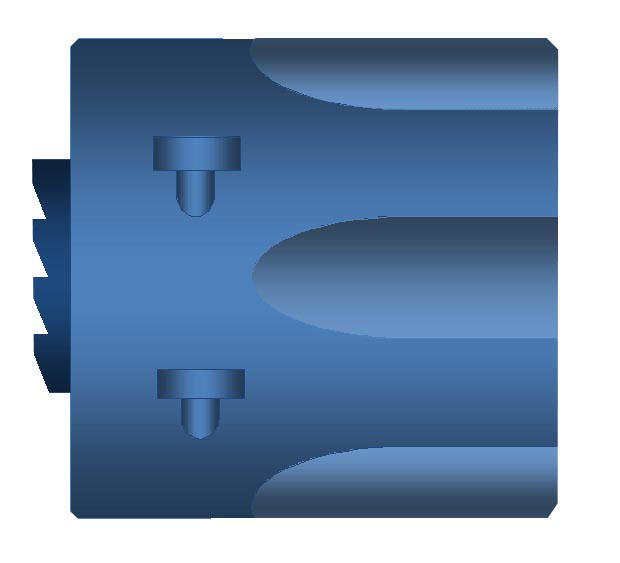
Kannelierung einer Revolvertrommel
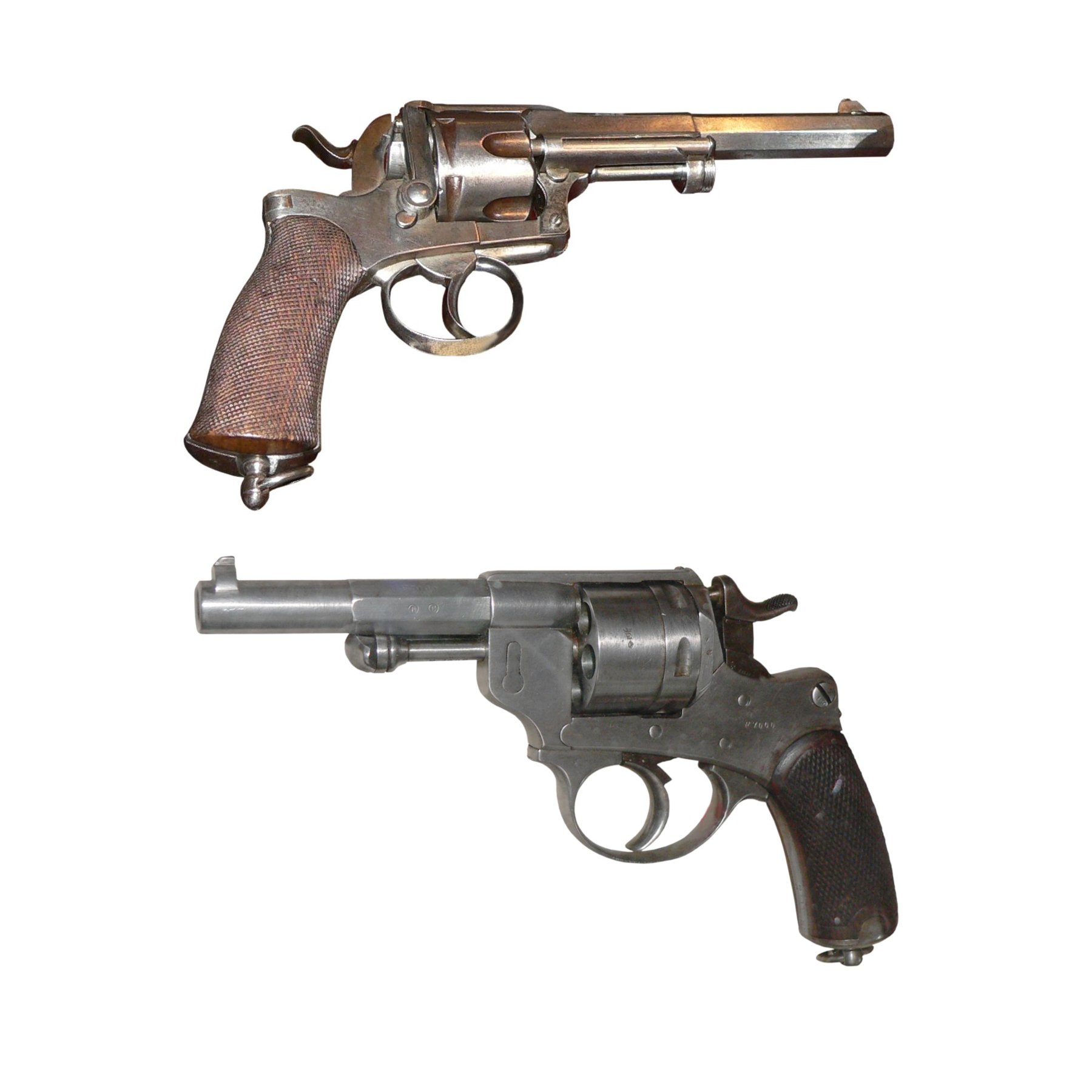
Französischer Revolver, oben mit kannelierter Trommel und unten mit nicht kannelierter Trommel
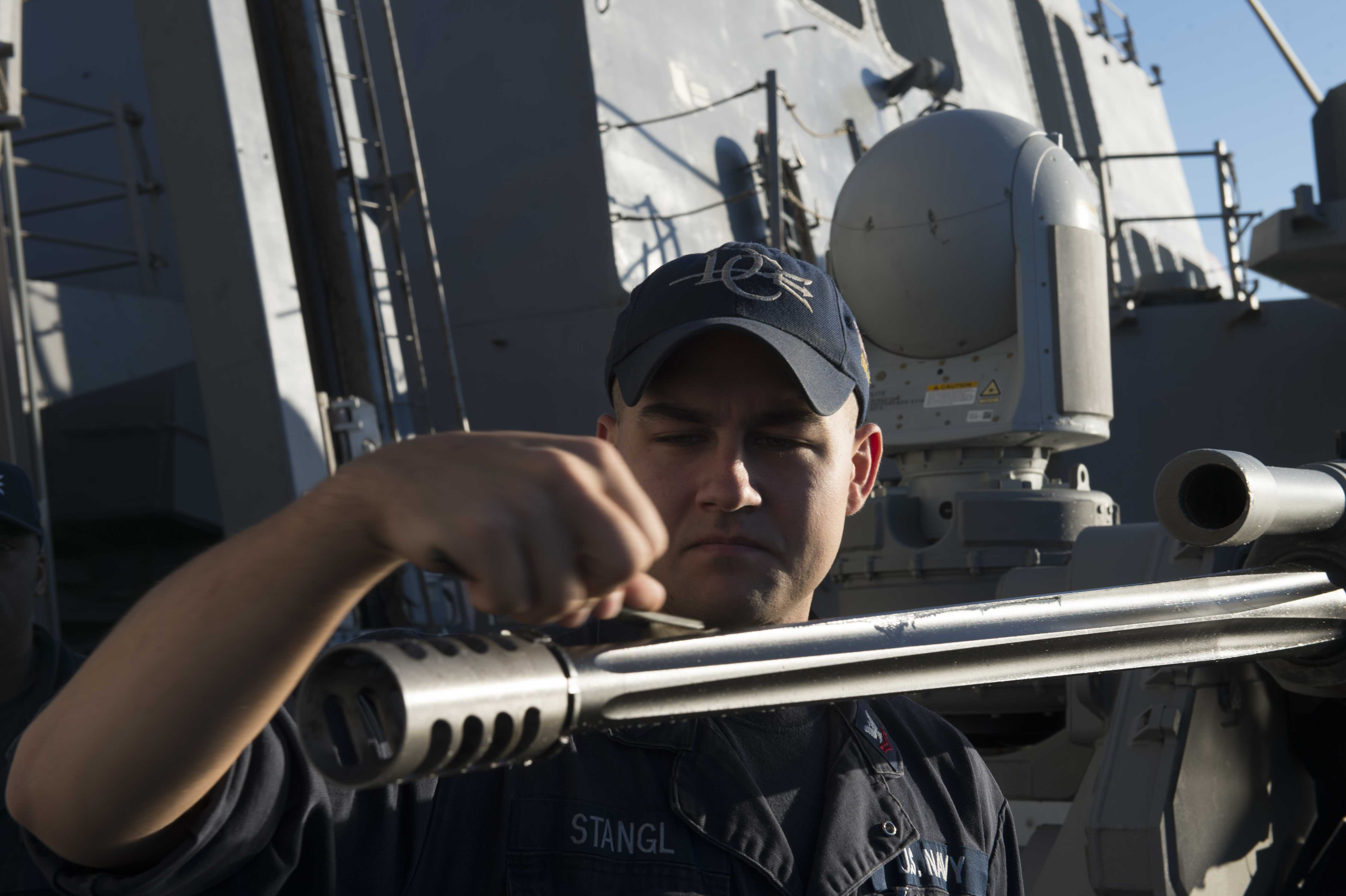
Mark 38 mit kanneliertem Lauf
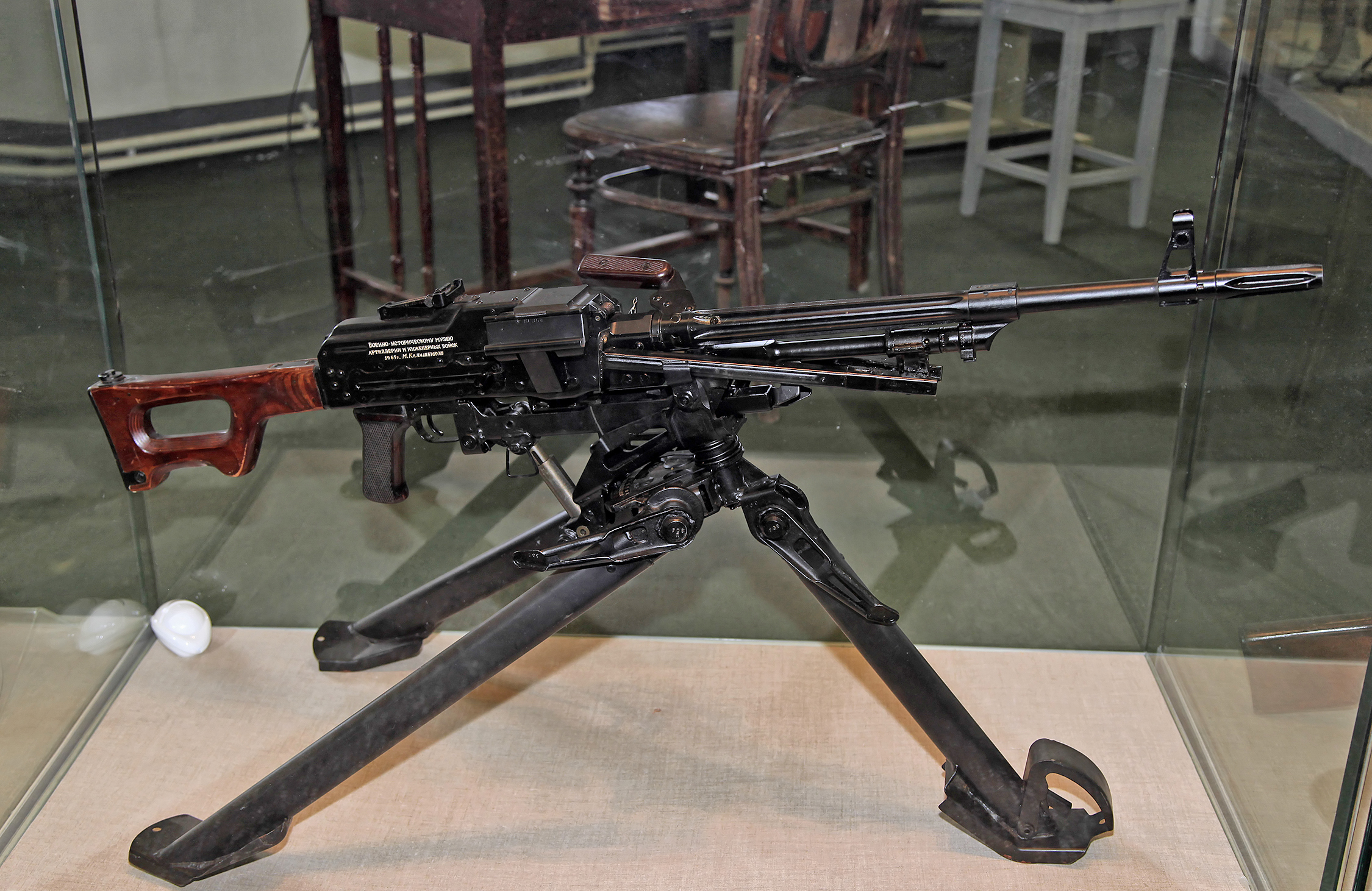
Kannelierter Lauf eines PKS-MGs
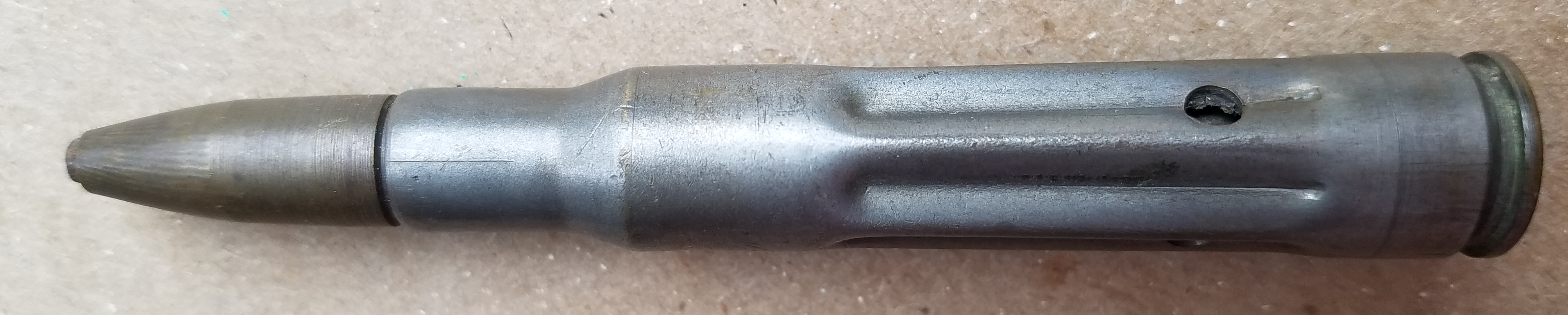
Übungspatrone mit Kannelierung